# Регіна Веласкес
Регіна Енкарнасьон Ансонг Веласкес (*22 квітня 1970) — філіппінська співачка та акторка. Вважається однією з найвпливовіших постатей у філіппінській масовій культурі, відома своїм вокальним діапазоном і технікою виконання ременів. У дитинстві вона пройшла нетрадиційне вокальне навчання, коли вона була занурена в море по шию. Веласкес здобула популярність після перемоги в телевізійному шоу талантів Анг Багонг Кампеон у 1984 році та Азіатсько-Тихоокеанського співочого конкурсу в 1989 році. У 1986 році під ім'ям Чона вона підписала контракт із компанією OctoArts International і випустила сингл «Люби мене знову», який не мав комерційного успіху. Наступного року вона прийняла сценічний псевдонім Регін Веласкес для свого дебютного студійного альбому Регіна (1987) під керівництвом керівника Viva Records Віка дель Росаріо та продюсера Ронні Енареса . Вона досліджувала манільський звук і жанри кундімана на своїх другому та третьому студійних альбомах «Дев'ятнадцять 90» (1990) і «Тагала Талага» (1991).
Після підписання міжнародної звукозаписної угоди з PolyGram Records Веласкес досягла комерційного успіху на деяких азіатських територіях зі своїм п'ятим альбомом «Слухайте без упередження» (1994), який розійшовся тиражем понад 700 000 примірників і став її найбільш продаваним альбомом на сьогоднішній день, чому посприяв його головний сингл «Закоханий в тебе». Вона продовжувала експериментувати з джазом і сучасними жанрами для дорослих на Моя любовна емоція (1995), а також записувала кавер-версії на Ретро (1996). Після того, як у 1998 році вона покинула PolyGram, щоб підписати контракт з компанією MJF Марка Дж. Фейста, вона випустила альбом Намальований під впливом R&B . Наступна платівка Веласкеса, R2K (1999), була підтримана ремейками " На крилах кохання ", « Я ніколи не буду любити так знову» і « Я не хочу нічого пропустити», і згодом була дванадцятикратно платинова Філіппінська асоціація звукозаписної індустрії (PARI).
Веласкес зіграла головні ролі в романтичних комедіях Ти мені потрібна (2000) і Тільки Ти обіцяєш (2001), і отримала за останню нагороду Box Office розважальна премія як «Королева каси» . Її роль жінки з розумовими вадами в епізоді серіалу-антології Маалала Мо Кая (2001) принесла їй нагороду «Зірка» за найкращу жіночу роль . Пізніше вона знялася в телевізійних серіалах у прайм-тайм Назавжди в моєму серці (2004), Я Кім Самсун (2008), Справжній камінь (2009), Примадонна (2010), Я люблю тебе, чувак! (2011) і «Бідна сеньйорита» (2016). Веласкес також отримала премію «Золотий екран» за найкращу жіночу роль за роль фальсифікатора документів у комедійному фільмі «Всі речі» (2012). Вона розширила свою кар'єру в реаліті-телевізійних шоу талантів як ведуча в Зірка на ніч (2002), Піной Поп-зірка (2004) і Зіткнення (2018), а також як суддя в StarStruck (2015) і Ідол Філіппін 2019).
Продавши більше семи мільйонів записів у країні та 1,5 мільйона в Азії, Веласкес є найбільш продаваним філіппінським музикантом усіх часів . Її нагороди включають дві нагороди Азіатські Телевізійні Нагороди, дві нагороди MTV Нагороди Азії, 22 нагороди Awit Нагороди, 17 нагород Aliw Нагороди (включно з 3 перемогами в номінації «Кращий артист року»), 22 нагороди Box Office Нагороди розваг і 17 нагород Зіркові нагороди для музики . Її називають "співочою пташкою Азії «, їй незмінно приписують надихнення цілого покоління філіппінських співаків.

## Раннє життя
Регіна Енкарнасьйон Ансонг Веласкес народилася 22 квітня 1970 року в Тондо, Маніла у родині Тересіти (уродженої Ансонг) та Херардо Веласкеса. У неї є три сестри — Какаї, Діана і Дека — і брат Джоджо. Її сім'я переїхала в Хінундайан, Південний Лейте, де Веласкес провела перші роки свого життя. У три роки Веласкес зацікавилася музикою після того, як послухала колискові свого батька. Вона слухала, як мати грала на гітарі та фортепіано, а батько співав, однією з перших пісень яку вона вивчила була» Mr. DJ « Шерон Кунета .
Веласкес почла співати в шість років; вона пройшла інтенсивне вокальне навчання зі своїм батьком, який занурив її по шию в море і провів вокальні пробіжки. Вона пояснює, що цей нетрадиційний метод зміцнює м'язи кора й живота, а також розвиває об'єм легенів. Веласкес посіла третє місце у своєму першому співочому конкурсі на шоу Бетті Мендес Лівіоко ' Дітей шоу Тіти Бетті».
Коли Веласкес було дев'ять років, її сім'я переїхала в Балагтас, Булакан, де вона відвідувала Академію Св. Лаврентія та змагалася за свою школу на щорічному співочому конкурсі Асоціації приватних шкіл Булакан. У 1984 році, у віці чотирнадцяти років, Веласкес пройшла прослуховування в реаліті-серіалі Анг Багонг Кампеон. Вона пройшла кваліфікацію та стала переможцем у старшому дивізіоні шоу, захищаючи своє місце вісім тижнів поспіль. Веласкес виграла конкурс і підписала контракт із компанією OctoArts Міжнародний.

## Музична кар'єра

### 1986—1989: початок кар'єри таРегіни
У 1986 році Веласкес спочатку використовувала сценічний псевдонім Чона і випустила сингл «Люби мене знову», який провалився на комерційній основі. За рекомендацією іншого виконавця звукозапису OctoArts, Попса Фернандеса, вона з'явилася на Пентхаус  
Життя. Під час репетицій до шоу Веласкес привернула увагу Ронні Енареса, продюсера та менеджера талантів, який підписав з нею угоду про управління. Веласкес прийняла сценічний псевдонім Регіна за пропозицією Мартіна Нівера, чоловіка Фернандес та співведучого Пентхаус Життя .
Веласкес підписала контракт з Viva Records і випустила свій дебютний альбом Регіна в 1987 році. Енарес був виконавчим продюсером і працював з авторами пісень Хоакіном Франциско Санчесом і Вехні Сатурно ..У 1987 році було випущено три сингли: «Якби я тільки міг це повернути», «Назад Вперед» і «Гонка» . У цей період Веласкес з'явиляся на телевізійних шоу ABS-CBN Triple Treat і Teen Pan Alley. Через два роки після ' Регіна Веласкес представляла Філіппіни на Азійсько-Тихоокеанському співочому конкурсі 1989 року в Гонконзі та перемогла, виконавши пісні " Ти ніколи не будеш сам " з мюзиклу «Карусель» і " І я кажу тобі, що я не піду " з мюзиклу « Дівчата мрії».

### 1990—1993:1990іДостатня причина
Веласкес випустила свій другий студійний альбом, Дев'ятнадцять 90, у 1990 році. Вона працювала з Луї Окампо над головним синглом альбому «Ось і я», який був спочатку записаний і виконаний Марікрісом Бермонтом і написаний Нононгом Педеро для фестивалю популярної музики Метро Маніла 1978 року. Пізніше того ж року вона виступила хедлайнером свого першого великого концерту в Театрі народних мистецтв. Вона записала «Будь ласка, будьте обережні з моїм серцем» з Хосе Марі Чаном, який випустив трек у своєму альбомі «Постійні зміни»; вона також заспівала бек-вокал у пісні Гарі Валенсіано «Кожна ніч», яка увійшла в його альбом Обличчя кохання .
У 1991 році Веласкес дебютувала в Північній Америці в Карнегі-Хол у Нью-Йорку, це вперше для азіатської соло-артистки. Пізніше британський театральний продюсер Камерон Макінтош запросив Веласкес на прослуховування для постановки мюзиклу «Міс Сайгон» у Вест-Енді. Також вона отримала лист від продюсерської компанії з пропозицією навчатися в Лондоні, але відмовилася: частково через брак досвіду в музичному театрі, а також через те, що вона хотіла залишитися зі своєю сім'єю.
Третій студійний альбом Веласкеса Тагала Справді вийшов у жовтні 1991 року. Він містить кавер-версії записів лауреатів Народний артист в музиці Райана Каяб'яба, Лусіо Сан Педро та Леві Селеріо. Головний сингл альбому під назвою «Життя мого життя» був спочатку записаний Лією Наварро, а написаний Педеро, з яким Веласкес працювала над «1990». Інші відомі сингли з альбому включають «Син» і «В гойдалці колиски».
Поліграм Далекий Схід оголосила про ліцензійну угоду про спільне підприємство на Філіппінах у липні 1993 року з утворенням своєї дочірньої компанії Полікосмічні записи . Веласкес записала дует під назвою " Важко прощатися " з канадським співаком Полом Анкою, який став першим релізом нового лейблу. Пізніше сингл увійшов до її четвертого студійного альбому Достатня причина. Девід Гонзалес з AllMusic описав альбом як «більш налаштований на міжнародний слух» і сказав, що вокал Веласкес «тонкий і невражаючий». Один із її синглів, " Сподіваюся приїхати ще ", отримав нагороду Пісня за найкраще виконання виконавицею звукозапису в 1994 році.

### 1994—1998:«Слухай без упередження»та«Моє кохання».

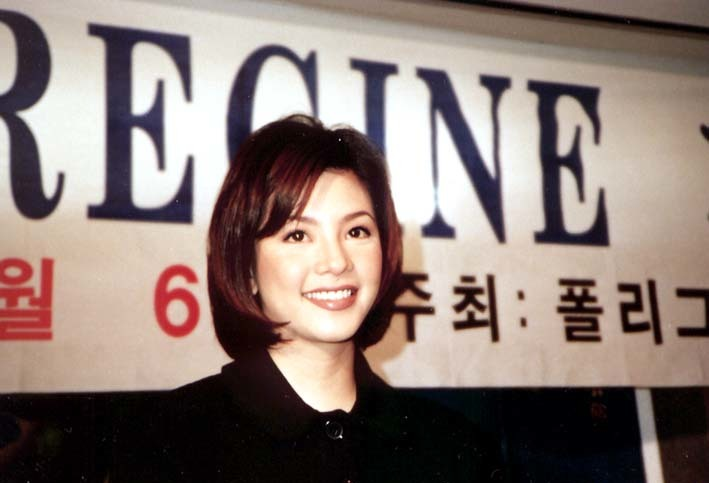
Веласкес на презентації для преси в 1996 році

Веласкес випустила свій п'ятий студійний альбом Слухайте без упередження у 1994 році. Вона працювала з авторами пісень, зокрема Гленном Медейросом, Тріною Беламід і Джоном Лаудоном. Альбом був випущений у кількох країнах Південно-Східної та Східної Азії, включаючи Китай, Гонконг, Індонезію, Малайзію, Сінгапур, Тайвань і Таїланд. Головний сингл альбому «Закоханий в тебе» включає кантонську співачку Джекі Ченг. Гонсалес високо оцінив теми запису та сказав: «Присутність Чеунга в дуеті багато в чому пов'язана з успіхом за кордоном». Альбом був проданий тиражем понад 700 000 копій по всьому світу, включаючи 100 000 на Філіппінах, що зробило його найбільш продаваним альбомом Веласкес на сьогоднішній день.
Шостий студійний альбом Веласкеса Моя любовна емоція вийшов у 1995 році. Заголовний трек, який був написаний вокалістом Південні сини Філом Баклем, був описаний Гонзалесом як «тріумф [і] видатний засіб, що містить сильну мелодію та хук у приспіві». Альбом розійшовся на регіональному та внутрішньому тиражах у 250 000 примірників.
Для свого сьомого студійного альбому Ретро (1996) Веласкес записала кавер-версії популярної музики 1970-х і 1980-х років від таких артистів, як Донна Саммер, Іноземець і Теслі. Єдиний оригінальний трек альбому, «Літати», приписують учасникам Земля, вітер і вогоньМорісу Вайту, Елу Маккею та Аллі Віллісу, оскільки пісня вставляє мелодію їхнього синглу «Вересень». Веласкес покинула Полікосмічний у 1998 році та підписав контракт на шість альбомів з компанією MJF. Того року вийшов її дев'ятий студійний альбом Намальований. Керівник MJF Марк Дж. Фейст написав і продюсував більшість треків, включаючи головний сингл «Як ти міг піти» . Альбом Намальований було продано понад 40 000 примірників і було нагороджено платиновим сертифікатом протягом двох тижнів після випуску .

### 1999—2003:R2KіРегіна

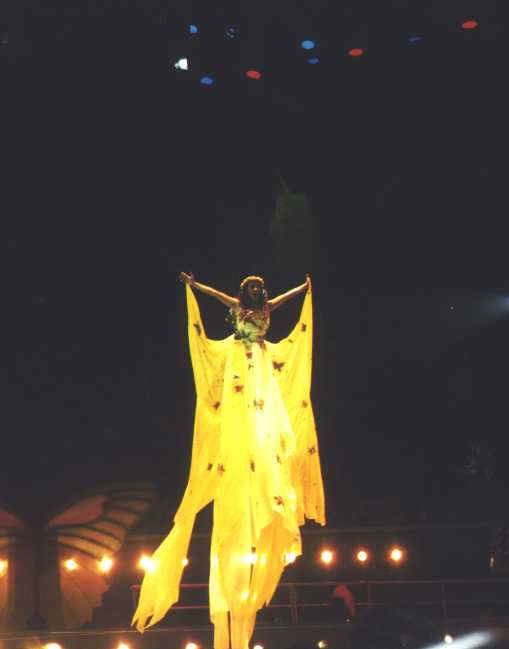
Веласкес виконує " Метелики " під час свого концерту R2K у квітні 2000 року

Веласкес продюсувала більшу частину свого наступного альбому R2K, який вийшов 27 листопада 1999 року. Вона записала ремейки «На крилах кохання» Джеффрі Осборна, «Я ніколи не буду любити так знову» Діонн Ворвік, « Я не хочу нічого пропустити» Aerosmith і " Королева танців " групи ABBA тощо. Гонзалес розкритикував записане «захоплення західною популярною музикою» і назвав спів Веласкес «самовпевненим [але] також не вражаючим». У комерційному плані R2K було продано понад 40 000 копій протягом другого тижня випуску, отримавши платиновий сертифікат , і отримав чотири платинові сертифікати через рік. З тих пір R2K був дванадцять разів платиновим, ставши найбільш продаваним альбомом виконавиці на Філіппінах. 31 грудня 1999 Веласкес була популярним музичним виконавцем у 2000 Сьогодні, спеціальному телевізійному випуску тисячоліття BBC, який привернув світову аудиторію понад 800 мільйонів глядачів своєю основною програмою, яка транслювалася в усіх часових поясах світу, яка починалася з островів Кірибаті Лайн і закінчувалася в Американському Самоа.
Веласкес виступила хедлайнером і режисером концерту R2K в Колізей Аранета у квітні 2000 року, який приніс виграш їй за найкращу жіночу виконавську партію на 13-й церемонії вручення нагород Втішні нагороди. Рікі Ло з Філіппінська зірка був загалом вражений постановкою та похвалив Веласкес за «безмежну енергію та креативність». Того року вона також дала концерт у Westin Philippine Plaza, що призвело до випуску її першого концертного альбому Регінене життя: Співоча пташка, співає класику у грудні 2000 року. Незважаючи на те, що його критикували за мікшування аудіо, альбом був шість разів платиновим . Веласкес працювала з філіппінськими авторами пісень над матеріалом для свого одинадцятого студійного альбому Регіна. Альбом і його головний сингл «Щоб досягти вас» були випущені в грудні 2001 року . Іншими синглами були «Принесе» Татса Фаустіно та «У моїй самоті» Янно Гіббса. Гонзалес назвав альбом «пригодницьким набором» і високо оцінив якість написання пісень.
У лютому 2002 року Веласкес виграла премію MTV Asia Award як улюблений артист Філіппін. Вона виконала «Плакати» з Менді Мур, щоб рекламувати кінотеатральний показ фільму Мура Пам'ятна прогулянка. У березні Веласкес була ведучою першого сезону шоу «Зірка на одну ніч», заснованого на однойменному британському шоу талантів. У квітні вона виступила хедлайнером благодійного концерту під назвою Одна ніч з Регіною у Національному музеї Філіппін, який відбувся у співпраці з ABS-CBN Фонд на користь фонду Фонд Бантай Бата проти жорстокого поводження з дітьми. Шоу виграло найкращу музичну програму на 7-й церемонії Азіатської Телевізійної премії.
У 2003 році на церемонії вручення нагород MTV Нагороди Азії Веласкес отримала свою другу поспіль нагороду як улюблений виконавець Філіппін. У травні 2003 року вона вирушила в Мартін & Регіна: Всесвітнє концертне турне з Нівера. Наступного місяця Веласкес повернулася, щоб вести другий сезон «Пошуку зірки». У листопаді того року вона мала концертну резиденцію під назвою Співоча пташка співає Стрейзанд, показавши данину поваги американській співачці та акторці Барбрі Стрейзанд, у театрі На сцені Макаті.

### 2004—2007:охоплює том 1ітом 2
У лютому 2004 року Веласкес і Огі Алькасід виступили хедлайнерами концерту «Співочий птах і автор пісень» у «Колізей Аранета», а в квітні того ж року вони вирушили в північноамериканський тур. На 17-й церемонії вручення нагород Втішні нагороди вона виграла номінацію «Найкращий жіночий виступ у концерті» та була номінована на «Виконавець року» за співпрацю. Веласкес була ведучою реаліті-шоу талантів Філіппінець Поп-зірка, яке почало транслюватися на Мережа GMA того ж липня. У жовтні 2004 року вона випустила «Назавжди більше», головний сингл з її дванадцятого студійного альбому Обкладинки Том 1. Його пісні були спочатку записані філіппінськими артистами-чоловіками, і це був її найдорожчий кавер-альбом, частково через витрати на отримання ліцензійних прав на пісні місцевих авторів пісень, включно з «Я буду любити тебе лише раз» Аріеля Рівери, «Скажи, що любиш мене» Безіла Вальдеса та «День-Ніч» Ноноя Зуніги . Відтоді альбом отримав шість платинових статусів .
Пізніше, у листопаді та грудні 2005 року, Веласкес мала восьмиденну концертну резиденцію під назвою Роздуми у театрі Розрада. Альбом-продовження Обкладинки тому 2, було випущено в лютому 2006 року. На відміну від свого попередника, він містить пісні іноземних виконавців, зокрема «Голова над ногами» Аланіс Моріссетт, « Подзвони мені» Блонді та « ині замшеві туфлі» Елвіса Преслі. Джоджо Паналіган Манільський бюлетень був загалом вражений «універсальністю» Веласкес та «джазовою та блюзовою інтерпретацією» треків альбому. У жовтні 2006 року вона виступила з концертом під назвою «Двадцять» у «Колізеї Аранета», який отримав нагороду «Кращий жіночий концертний виступ» і «Виконавець року» на 20-й церемонії Втішні нагороди . У 2007 році вона стала співведучою телевізійного реаліті-шоу Дуети знаменитостей, інтерактивного музичного конкурсу, заснованого на однойменному оригінальному американському шоу.

### 2008—2012:низький ключі професійна перерва

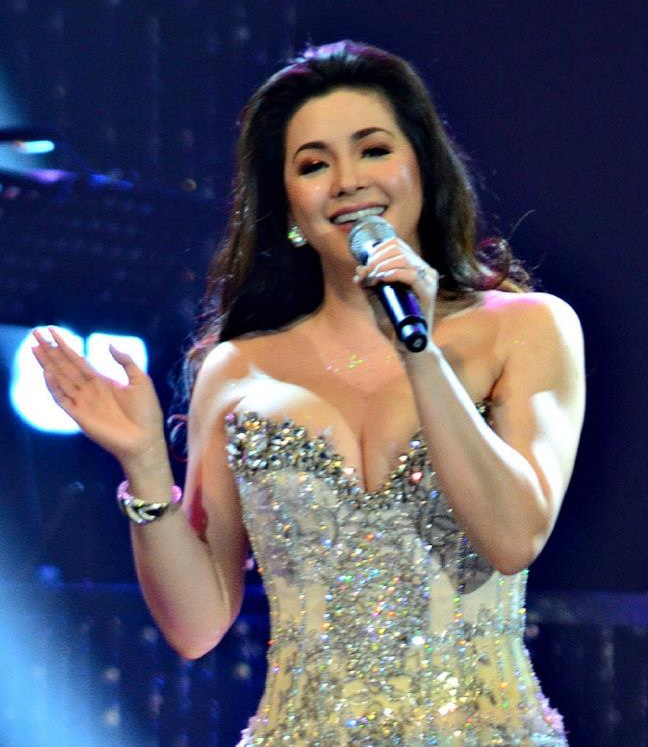
Веласкес на її срібному концерті в Молл Азії Арена у 2013 році

Веласкес розвивала й інші телевізійні проекти в 2008 році. Вона з'явилася в Співоча пташка, щотижневому музичному телевізійному шоу, яке показувало виступи музичних гостей. Вона також знялася в музичному телесеріалі Найкраще в мені, який знімався в її резиденції в Кесон-Сіті. Веласкес підписала угоду з Універсальні записи і випустила альбом під назвою Низький ключ у грудні 2008 року. Альбом складається з кавер-версій міжнародних пісень, які вона описала як «більш розслаблені, невимушені та стримані». Він включає такі треки, як " Вона Завжди Жінка " Біллі Джоела, " Лідер гурту " Дена Фогельберга та " І Сімнадцять " Дженіс Іен. Філіпінський щодня запитувач високо оцінив зрілість альбому та написав: «[Веласкес] більше не кричить і не кричить так багато, як раніше».. Протягом двох місяців після випуску альбом розійшовся тиражем понад 25 000 копій і став платиновим . У травні 2009 року вона з'явилася в телевізійному документальному фільмі «Від коренів до багатства», який розповідає про її особисті та професійні труднощі та включає музичні виступи, зняті в її рідному місті Малолос, Булакан. Пізніше того ж місяця вона вела телевізійне шоу талантів Ви наступна велика зірка?
Наступний альбом Веласкес, подвійний набір компакт-дисків під назвою Фантазія, був випущений у грудні 2010 року. Перший диск складається із записів Оригінальна філіппінська музика (OФM), а другий включає кавери міжнародних синглів, таких як «Не проповідуй» Мадонни, «Що про кохання» Торонто та «Любов збереже нас живими» групи Орли . Філіпінський щодня запитувач назвав альбом «вокально розкішним» і був в цілому вражений вокалом і діапазоном Веласкес. Фантазія отримав платиновий сертифікат  і отримав три номінації на 3rd Зіркові нагороди для музики. Після отримання нагороди
Магна на Myx Music Awards 2011 і підтвердження її вагітності Веласкес взяла перерву в публічних заходах. Вона повернулася на телебачення 6 жовтня 2012 року з Смачна діва, щотижневим ток-шоу про стиль життя. 16 листопада Веласкес дала концерт під назвою Срібло в Молл Азії Арена, який був перерваний через те, що вона втратила голос через вірусну інфекцію.

### 2013—2016: Срібна перемотка і ти впадаш з небес
Після скасування Сільвера Веласкес відновила концерт 5 січня 2013 року. Концерт отримав загалом схвальні відгуки; Джоджо Пейшенс з Манільський бюлетень це «викупленням репутації», тоді як Доллі Енн Карвахаль з Філіпінський щодня запитувач сказала, що Веласкес не забула компенсувати початкове скасування шоу. Наступного місяця вона разом із Алькасідом, Фернандесом і Ніверою виступила у фільмі Четвірка. За обидва шоу Веласкес отримала чотири номінації на 5th Зіркові нагороди для музики, вигравши найкращу жіночу основну концертну партію для срібла та концерт року для чотирьох.

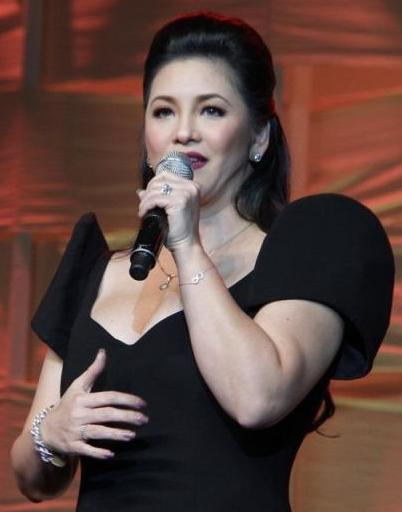
Веласкес на заході для Jollibee у 2015 році

У листопаді 2013 року вийшов альбом Веласкес Ти впала з неба; він отримав платиновий сертифікат за двотижневий продаж 15 000 примірників . Вона виграла найкращий надихаючий запис для «Натаніель (Божий дар)» і найкращий різдвяний запис для «Ось мама» на 27-й церемонії Пісенні нагороди, у той час як Ти впала з неба виграв обкладинку альбому року на 6th Зіркові нагороди для музики. У 2014 році вона працювала з Ніверою в одновечірньому шоу під назвою «Голоси кохання», з Глок-9 на «Сутінки» і з Віце Гандою на «Push Mo Yan Teh!».
У лютому 2015 року Веласкес виступила разом з Ніверою, Валенсіано та Лані Місалучою на концерті під назвою Ultimate на Молл Азії Арена. Вона отримала нагороди на 47-й церемонії нагородження Каса Нагороди розваг, 7-і Зіркові нагороди для музики, і 5-і Edukcircle Нагороди за виробництво. У тому ж році Веласкес була суддею шостого сезону телевізійного реаліті-шоу StarStruck. У листопаді 2015 року Веласкес виступила хедлайнером чотириразової концертної резиденції під назвою Регіна в театрі, на якій звучали пісні з мюзиклів
.Третій рік поспіль Веласкес з'являлась на концерті одного з хедлайнерів у Молл Азії Арена у лютому 2016 року. Двонічне шоу, Королівські особи, возз'єднало її з Ніверою, а також Анджелін Квінто та Еріка Сантоса. Завдяки позитивному сприйняттю концерту критиками Веласкес отрмала найкращу концертну виконавицю на 48-й церемонії вручення нагород Каса Нагороди розваг і найвпливовішу виконавицю року на 6-й церемонії вручення нагород Edukcircle. У грудні 2016 року журнал Люди Азії включив Веласкес до свого щорічного списку «Люди року».

### 2017—2020:R3.0і телевізійні проєкти
Веласкес була організатором Повний зал сьогодні ввечері, який тривав з лютого по травень 2017 року. Наступного місяця вона оголосила, що повернулася до Viva Записи і почала випуск нового студійного альбому під назвою R3.0. У серпні 2017 року кавер-версія пісні Вгору Дхарма Вниз 2010 року «Доля» була випущена як рекламний сингл. Оригінальний трек під назвою «Потягнути» був випущений як головний сингл альбому наступного місяця. У листопаді вона була хедлайнером концерту R3.0 на Молл Азії Арена, а через два місяці разом із Алкацид вона зіграла чотири концертні тури по США під назвою Містер і Місіс А.
Веласкес була ведучою першого сезону телевізійного шоу талантів Зіткнення, прем'єра якого відбулася 7 липня 2018 року. У жовтні вона підписала мережеву угоду з ABS-CBN; її подальші проекти включали роботу як судді в серіалі франшизи Ідол Ідол Філіппіни і ведення музичного вар'єте-шоу Давайте зробимо це якомога швидше. У партнерстві з мережею Веласкес влаштувала серію концертів із трьох концертів під назвою Регіна в кіно у Новий прикордонний театр, який відкрився 17 листопада 2018 року, щоб отримати критичну оцінку, зосереджену на вокалі Веласкес.
Шерон Кунета та Веласкес стали хедлайнерами концерту Знаковий у Колізей Аранета у жовтні 2019 року. За шоу вона отримала нагороди за найкращу співпрацю в концерті та артистку року на 32-й церемонії вручення нагород Втішні нагороди, ставши однією з небагатьох виконавиць, які виграли останню нагороду тричі. Веласкес і Мойра Дела Торре разом випустили сингл «Незламний» для саундтреку до однойменного фільму. Вона також брала участь у створенні саундтреків до шпигунського бойовика «Генералська дочка» (2019) та драматичного серіалу «Люби свою жінку» (2020). Уклавши контракт з BYS Косметика, Веласкес стала амбасадором австралійського б'юті-бренду. Вона випустила промо-сингл «Я прекрасна» для їх рекламної кампанії в друкованих ЗМІ. У лютому 2020 року Веласкес працювала із Сарою Джеронімо над спільним концертом під назвою Уніфікований.
Під час пандемії COVID-19 Веласкес організувала віртуальні благодійні концерти на підтримку заходів з надання допомоги. Вона була куратором Одна ніч з Регіною 25 квітня 2020 року на користь фонду Фонд Бантай Бата для боротьби з COVID-19; спеціальний піднятий ₱4.2 мільйонів (77 000 доларів США). Того червня вона працювала з Jollibee Продуктова Корпорація і з'явилася в Радість з дому, яка збирала гроші на підтримку програми харчової допомоги бренду. У співпраці з Алкацид Веласкес об'єднала зусилля з PLDT, Inc. для збору коштів Жоден учень не залишиться позаду. Ініціатива зібрала понад ₱1 мільйонів (20 000 доларів США), щоб допомогти забезпечити надійний доступ до Інтернету та засоби дистанційного навчання для студентів у сільській місцевості та з неблагополучних сімей.

### 2021–тепер: Свобода, Соло та Регініфікований

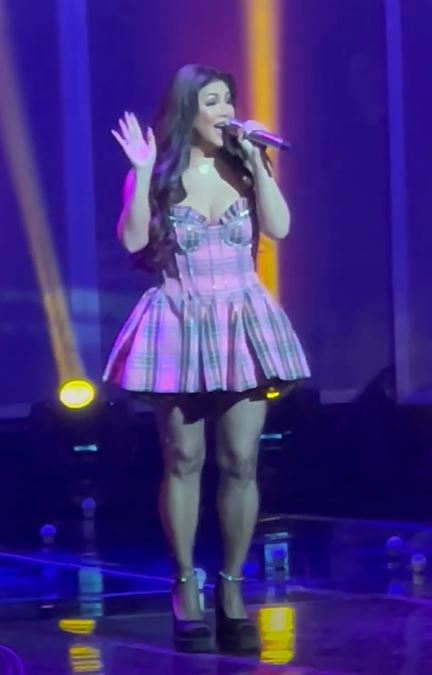
Веласкес про свій сольний концерт у 2023 році

Свобода був першим концертом Веласкес у прямому ефірі за межами її бенефісів. Виконано 28 лютого 2021 року в ABS-CBN Студією, воно транслювалося через чотири платформи для прямого передавання. Веласкес сказала, що створила віртуальне шоу через бажання виконувати матеріали з різноманітних музичних жанрів і вийти із зони комфорту. Продажі квитків склали понад ₱1 мільйонів (20 000 доларів США) протягом дванадцяти годин після того, як вони були доступні для покупки. Через великий попит були продані додаткові VIP-квитки. Критики високо оцінили інтимну постановку Свободи і вокальні виступи Веласкес. Вона знялася в синглі Дейві Лангіта «Я тобі обіцяю», випущеному в серпні 2021 року. Того року вона записала саундтрек до драматичного серіалу Життя Лени та бойовика Провінціал. На 35-й церемонії вручення нагород Пісенні нагороди Веласкес отримала нагороду за найкращу пісню, написану для кіно/теле/телевізійної вистави за її роботу над останньою.
Значну частину 2022 року Веласкес присвятила роботі над телевізійними проектами. Вона повернулася суддею другого сезону серіалу Ідол Філіппіни, прем'єра якого відбулася 25 червня 2022 року. У серпні вона приєдналася до ранкового ток-шоу Гарне життя як ведуча, замінивши Карлу Естраду. Потім вона з'явилася як запрошений суддя в першому сезоні Перегони Філіпіни, спін-оффі Перегони RuPaul's Drag Race. На 13-й церемонії вручення нагороди Зіркові нагороди для музики Веласкес отримала звання «Концерт року» та була названа «Концертною виконавицею року» за свою роботу над Уніфікований. Після початкового скасування Веласкес і Кунета розпочали серію концертів у США для
Знаковий, яка розпочалася 9 липня 2022 року.
Після дворічної перерви у виступі хедлайнером живого заходу Веласкес влаштувала чотири концертні резиденції під назвою "Соло " в Театр виконавчих мистецтв Samsung з 17  –  25 лютого 2023 року. У піснях, які вона ніколи раніше не виконувала, Веласкес експериментувала зі стилями диско, фанк і чіл-аут . Рецензенти високо оцінили зрілий артистизм і вокал Веласкес. Дві додаткові дати в квітні були додані до маршруту після того, як шоу завершилося. Потім вона возз'єдналася з Кунетою під час другого етапу туру Знаковий по США в березні. 13 жовтня 2023 року Веласкес випустила кавер на пісню Roxette «Це мабуть була любов», головний сингл з її майбутнього студійного альбому Регініфікований, який містив би ремейки пісень, які вона виконувала на попередніх концертах і телевізійних виступах.У Молл Азії Арена у листопаді 2023 року вона виступила хедлайнером Регіна Рокс, тематичного концерту про рок-музику та її піджанри. За ним послідували три виступи в США в лютому і повторна постановка в квітні.

## Акторська кар'єра

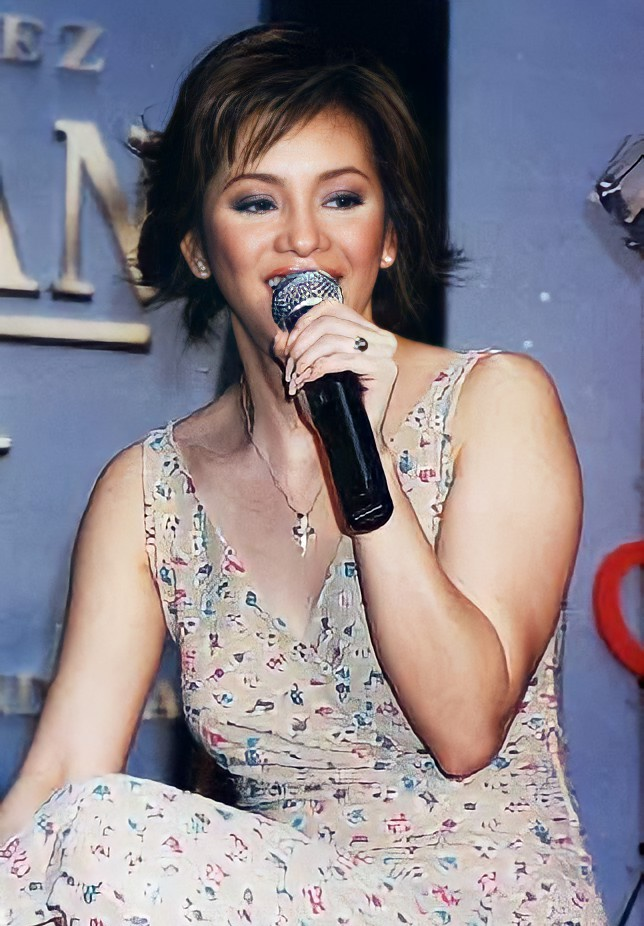
Веласкес рекламує Ти мені потрібна у 2000 році

Веласкес дебютувала в кіно з другорядною роллю в комедії 1988 року «Недоторкана родина». Його саундтрек включає її сингл «Назад Вперед». Вона продовжувала з'являтися в ряді другорядних ролей у комедіях, включаючи «Пік Пак Бум» (1988) та «Елвіс і Джеймс 2» (1990). У 1995 році вона працювала з композитором Раяном Каяб'ябом над музичною театральною версією «Нолі я Танжер»  Хосе Різала, де вона зіграла головну жіночу роль Марію Клару. Вік дель Росаріо, голова відділу кіновиробництва Viva Entertainment, побачив Веласкес в одному з її виступів і запропонував їй головну роль у фільмі. Зіграти вчительку музики в романтичній комедії "Розшукується: Ідеальна мати " (1996) разом із Крістофером де Леоном. Мартін Нівера та Луї Окампо написали «Ти моя пісня» для саундтреку до фільму, за який вона отримала нагороду «Найкраща пісня до фільму» та «Найкращий запис балади» на Пісенні нагороди. Пізніше в 1996 році вона зіграла разом з Донною Круз і Майкі Коджуангко в музичній комедії «До Ре Мі». Веласкес продовжувала грати головні ролі в романтичних комедіях, з'явившись у фільмі «Мила, я на небесах?» (1998) з Джанно Гіббсом і Дахілом Мей Ісанг Ікау (1999) з Агою Мухлахом. У 2000 році вона була запрошеною виконавицею в епізоді антологічного драматичного серіалу Поки є життя, зігравши враженого раком кохання Піоло Паскуаля.
Ключовим моментом у кінокар'єрі Веласкес стала роль у фільмі Джойс Бернал «Ти мені потрібен» (2000) з Робін Паділья. Кінокритик Ноель Вера відкинув його сюжет як "n-ту варіацію "Римських канікул ", але приписав Веласкес демонстрацію «її власної публічної персони, харизми та почуття гумору» її героїні. Її наступним фільмом стала романтична комедія Тільки Ти обіцяєш (2001), у якій вона возз'єдналася з Берналом і Мулахом. Вона зіграла квіткарку, яка зустрічає пацієнта (його грає Мухлах) у лікарні, куди потрапив її батько. Сценарист Філіппінської зірки вважав «безпомилкову хімію» пари головним достоїнством фільму, тоді як Віра була вражена його режисурою та сценарієм, і описала гру Веласкес як «сонячну добродушність [з] легким комічним відтінком». Фільм Тільки Ти обіцяєш мав комерційний успіх, ставши найкасовішим філіппінським фільмом 2001 року. Згодом Веласкес була названа королевою бокс-офісу на церемонії розваг Box Office Entertainment Awards.
Також у 2001 році Веласкес з'явилася в епізоді антологічного серіалу Ви запам'ятаєте це, граючи жінку з розумовими вадами. Це була найпопулярніша та найрейтингова програма з 47,9 відсотками переглядів. За її роль вона отримала нагороду Нагорода Зірка за найкращу роль акторки в одному фільмі. У романтичній драмі Ям Ларанас «Тільки ти досі» (2002), де знімався Річард Гомес, вона зіграла буденну та небажану сортувальницю пошти. Пишучи для Філіппінська зірка, Бутч Франсіско вважав фільм порожнім і незграбним загалом, але вважав, що в ньому були «моменти веселощів, розваг і романтики». Далі вона зіграла роль жінки, яка закохується у овдовілого чоловіка (грає Де Леон) у драмі
Я мрію тебе любити. Прем'єра фільму відбулася на Манільському кінофестивалі 2003 року, викликавши неоднозначне сприйняття критиками; Айза Ред з Маніла Стандарт розкритикував візуальні ефекти фільму та відсутність узгодженості оповіді. Називаючи фільм шаблонним, Франциско вважав, що Веласкес була блискучою в «драматичних моментах», у виконанні, яке він описав як «приємне для натовпу», хоча він вважав її комічну подачу зайвою. Того року Веласкес знялася разом із Бонгом Ревіллою у фільмі про супергероїв «Капітан Барбелл».
Хоча Веласкес не знімалася в кіно в 2004 році, вона дебютувала на телебаченні в прайм-тайм в драматичному серіалі « Назавжди в моєму серці», в якому вона зіграла організаторку весіль, яка опинилася в любовному трикутнику з героями Гомеса та Аріель Рівери. Далі вона знялася в романтичних драмах, возз'єднавшись із Падільєю у фільмі « Поки я не зустрів тебе» (2006) та з Паскуалем у фільмі «Як я можу тебе любити?» (2007); остання принесла їй номінації на ФАМАС і Премія Луна як найкраща акторка. У 2008 році вона зіграла головну героїню в ремейку комедійного серіалу Ako si Kim Samsoon, заснованому на оригінальному південнокорейському телешоу. Шоу показало її як шеф-кухаря, якого найняв власник ресторану (роль якого зіграв Марк Ентоні Фернандес), щоб прикинутися його коханкою як обман для його владної матері .Філіппінська зірка Рамос похвалила свою пару з Фернандесом, високо оцінивши їхні «крихкі стосунки, які, безсумнівно, приведуть глядачів у романтичне божевілля» . У тому ж році вона озвучила однойменну героїню в мультфільмі «Урдуджа».
Веласкес зіграла епізодичні ролі в трьох комедіях 2009 року — Кіммі Дора, OMG (О, моя дівчинка!) і Яя та Анджеліна: Розпещений брат. Спочатку вона відхилила пропозицію знятися в драматичному серіалі «Тотій бато» (2009) на користь телевізійного проекту на музичну тему, але погодилася після того, як останнє виробництво зіткнулося зі значними затримками. Фільм режисера Мак Алехандра заснований на однойменному коміксі Карло Дж. Капараса про вигаданого титулованого боксера (його грає Паділья). Вона зобразила частину любовного інтересу до персонажа Падільї. Роль вимагала від неї виконання екшн-сцен, а під час підготовки вона проходила тренування з боксу. Після того, як проєкт отримав дозвіл Веласкес була обрана на роль Сампагіти, головної ролі в комедійному музичному серіалі Домініка Сапати 2010 року «Діва» адаптованій версії фільму 2006 року «200 фунтів краси». Він розповідає про співака зі спотвореним обличчям, який трансформується. Щоб виглядати якнайкраще, вона одягла протез, на нанесення якого знадобилося три години. У серіалі було багато каверів на пісні, які співали на екрані герої. За словами Веласкес, вибір пісень був невід'ємною частиною розробки сценарію та містив від одного до двох постановочних номерів на тиждень. Журналіст Філіппінська зірка віддав перевагу тону та якості шоу, виділяючи музичні номери Веласкеса.
Розшукується ідеальна мати (1996)
До Ре Мі (1996
Тому що ти один (1999)
Ти мені потрібен (2000)
Тільки ти обіцяєш (2001)
Тільки ти досі (2002)
Я мрію про кохання (2003)
Доки я не зустрів тебе (2006)
Як я буду любити тебе (2007)
З усіх речей (2012)
місіс Ректо (2015)
З повагою, Ширлі (2019)
Андой Ранай Я люблю тебе, чувак! був телевізійним проектом Веласкес 2011 року, який вона описала як «кричущий і барвистий світ» ЛГБТ-спільноти. Серіал розповідає про жінку, яка втікає і маскується під гея після того, як її неправомірно звинуватили у злочині. Щоб зіграти подвійні ролі Тоні та Тонет, вона створила передісторію для свого жіночого персонажа; і, щоб потрапити у фізичний і психічний простір альтер-его, під час зйомок, моделював нюанси та манери на Ранаї, який є відкритим геєм. Пізніше в 2011 році Веласкес покинула шоу через стан здоров'я, і її замінила Іза Кальзадо. Романтична комедія «Всі речі» (2012), в якій вона зіграла фальсифікатора документів, стала третьою співпрацею Веласкес з Берналем і Мулахом. Філберт Дай з Натисніть на Місто назвав фільм «нудним, нецілеспрямованим безладдям, яке нагнітає хімію там, де її насправді немає». Незважаючи на це, вона отримала нагороду «Золотий екран» за найкращу жіночу роль. Потім вона зіграла головну роль у незалежному фільмі «Місіс Ректо», в комедійній драмі, дія якої відбувається переважно на Ректо-авеню. Режисер Данте Ніко Гарсіа хотів, щоб Веласкес зіграла роль матері-одиначки, дегламуризуючи — аспекти, які, на його думку, були відсутні в виставах, які вона робила в минулому, — і тому попросив її відмежуватися від своєї «добре зачіски» персони. 25 грудня 2015 року фільм отримав обмежений цифровий прокат.
У серіалі «Бідна сеньйорита» (2016) Веласкес зіграла могутнього та вимогливого бізнес-магната, персонажа, натхненного Мірандою Прістлі Меріл Стріп . Під час підготовки вона трималася на відстані від акторів, щоб зберегти непросту хімію в їхніх сценах. У своєму огляді для Філіпінського щодня запитувача Нестор Торре-молодший визнав, що вона «ідеально підійшла» на роль антигероя, вихваляючи Веласкес за те, що вона «вирішила встановлювати власний темп, вокал і темп» у своєму зображенні. У 2017 році вона зіграла допоміжну роль богині землі у фільмі «Мулавін проти Равени», в продовженні фантастичного серіалу «Мулавін» 2004 року, де грають Денніс Трілло та Мігель Танфелікс. Потім вона зіграла головну героїню в «Щиро твоя, Ширлі» (2019), в незалежній драмі режисера Найджела Сантоса. У ньому розповідається про жінку, яка вірить, що її покійний чоловік перевтілився в поп-зірку. Веласкес не хотіла брати роль, бо була непідготовлена після семирічної перерви у фільмах. Зрештою вона погодилася на проєкт після того, як Сантос переконав її взяти участь. Оггс Круз з
Реплер критикував «середню» подачу Веласкес, написавши, що їй бракує «ступеню абсурдизму», необхідного для ролі. Однак, Джоселін Валле з філіппінського порталу розваг, звернула увагу на її серйозну та зрілу характеристику. Вона була номінована як найкращу актрису на кінофестивалі Одне Оригінальне Кіно. У січні 2020 року Веласкес ненадовго з'явилася в комедійному серіалі Моя самотня леді.

## Артистизм

### Впливи
У дитинстві Веласкес любила слухати, як її батько співає класичні пісні, щоб заколисати її; через це її приваблювали традиційні пісні, а не дитячі віршики. З дитинства Веласкес вважала Шерон Кунета зразком для наслідування та називала Кунету ключовим джерелом натхнення, який привів її до музичної кар'єри.
В її ранні роки на музику Веласкес вплинули такі виконавці, як: Шина Істон, Анджела Бофілл, Вітні Х'юстон і Мерайя Кері. Вона захоплюється Х'юстон за її «стиль і R&B вплив» і написання пісень Кері. Кілька разів Веласкес називала Барбру Стрейзанд своїм головним джерелом впливу та музичним натхненням, кажучи: «Я поважаю [Стрейзанд] не лише через її величезний талант, а й через її безстрашність, відданість та досконалость, її готовність ризикувати та бути іншою». Музика Стрейзанд часто фігурувала в репертуарі Веласкес протягом усієї її кар'єри, включаючи серію концертів, присвячених Стрейзанд, які Веласкес описувала як «задоволення». Веласкес також зазнала впливу багатьох філіппінських художників; на початку своєї кар'єри вона називала: Ку Ледесму, Джої Альберта, Гарі Валенсіано, Мартіна Нівера та Попса Фернандеса своїми взірцями для наслідування. Вона також віддала данину поваги (захоплювалась) філіппінським авторам пісень, зокрема: Джорджу Кансеко, Рею Валері, Безілу Вальдесу, Райану Каяб'ябу та Віллі Крузу.

### Музичний стиль і теми
Музика початку кар'єри Веласкеса включає елементи традиційних любовних пісень OPM. Вона описала, як розвивала свій музичний стиль, кажучи: «Мені було лише 16, і люди не знали, що зі мною робити. Коли вони хотіли, щоб я заспівала пісні про кохання, їм доводилося пояснювати мені, що це означає, тому що я ще не знала цього почуття». Її дебютний альбом Регіна містить балади та пісні про кохання в стилі поп-пісні про кохання; його теми обертаються навколо почуттів «хвилювання та невизначеності», а також «втрачених шансів і жалю». Елвін Лучіано з CNN Філіппіни написав: «Під час свого [початкового] етапу вона довела, що філіппінські пісні про кохання не обов'язково повинні бути попередньо запаковані в баладу про кохання, що ґрунтується на кундімані». Її пізніші релізи, включно з Дев'ятнадцять 90 і Тагала Справді, скористалися її популярністю; в них переважають філіппінські пісні про кохання. Веласкес почала співпрацювати з іноземними авторами пісень, плануючи свій перший регіональний альбом Слухайте без упередження який, згідно з AllMusic, «орієнтований на легкі для слуху пісні про кохання з авантюрними, сучасними нотками». Альбом містить треки з синкопованими бекбітами та впливом хіп-хопу.
У середині 1990-х і на початку 2000-х років альбоми Веласкес складалися переважно з кавер-версій міжнародного матеріалу через його комерційну життєздатність і перевагу філіппінців до американської музики. За словами CNN Філіппіни, «Регіна має хист до вибору пісень, які спочатку можуть їй не пасувати, але з часом стають її власними». Багато її пісень, зокрема в Ретро, Мальований і R2K, містили R&B, соул і елементи хіп-хопу. Регіна — це альбом OPM, який вона описала як «пісні, створені під впливом музики, виконавців і жанрів, які я люблю слухати», і включав треки меланхолійні, чуттєві та поетичні. Її перехід до фільму показав значне використання сучасних балад про кохання в її каталозі тем саундтреків, описуючи музику як «пряму, серйозну та лірично просту».

### Голос і тембр
Веласкес відома тим, що використовує вокальний пояс, і своїй вокальній підготовці завдячує батькові яку отримала ще в дитинстві: Це було в Лейте. Дуже давно. Мені мало бути 7 років. Це не було відчуття тренування; [мій батько] не змушував мене це робити. Він просто повів нас на пляж на пікнік. Ми жили біля океану. Поки я плавав, він просив мене заспівати … Я думаю, що він отримав ідею від Роккі Марчіано, боксера. Він читав, що Роккі тренувався, занурившись у воду. [На рингу] немає тиску, тому це легше … але у воді у вас немає іншого вибору, окрім як бити сильніше. Мій тато просто застосував той самий принцип до співу.
Веласкес — це сопрано, її часто хвалять за діапазон і технічні здібності . Лучано з CNN Філіппіни похвалив її «фірмовий і іноді мелізматичний вокал» тоді як Гонсалес додає, що її спів «сильний, емоційний і впевнений». Однак її часто критикували за надмірне використання ремейків і переспівування. Гонзалес описав тембр Веласкес як «тонкий, невиразний і непривабливий часом», і сказав, що її спів «прагне до вищої [ноти], [що] вона робила занадто часто». Веласкес сказала: «Я не хочу робити пісні важкими. Просто коли я на сцені, коли я відчуваю викид адреналіну і все таке, ти починаєш хвилюватися. Я намагаюся стримуватися [тому що] інакше я б кричала би все шоу, це недобре».

## Спадщина і вплив

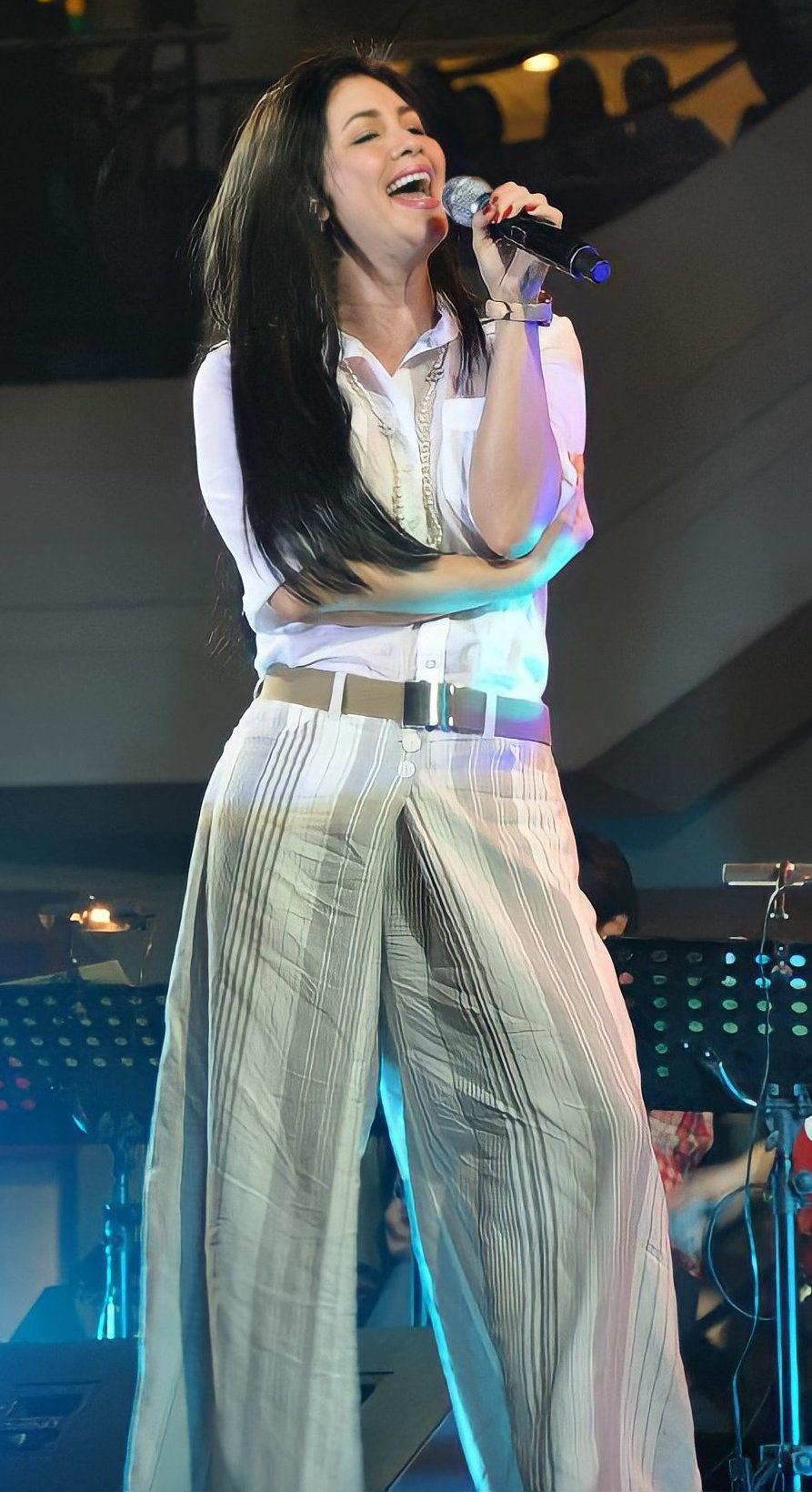
Веласкес виступає під час рекламного туру Фантазія у 2010 році

Вокальний стиль і співочі здібності Веласкес значно вплинули на популярну та сучасну музику Філіппін. Критики назвали її «співочою пташкою Азії», і її часто називають одним із найвпливовіших артистів філіппінської музики. За словами Аллана Полікарпіо з Філіпінського щодня запитувача, «Регіні потрібно було лише відкрити рот, і цей славетний голос виривався. Вона могла співати сидячи, лежачи або піднявшись у повітря за допомогою ременя — без проблем. І навіть коли вона була настільки хворою, що не могла говорити, вона все одно могла співати». Веласкес також отримала визнання за те, що вона зіграла ключову роль у створенні «плану» для того, щоб стати «співочою іконою». Багато критиків хвалили її творчість, часто виділяючи вплив Веласкеса. Лучано, який писав для CNN Філіппіни, описав її «легітимність» як «достатню, щоб забезпечити простір у поп-культурі» і сказав, що її музична кар'єра «продовжує впливати на покоління меценатів OPM і співочих пташок до цього дня», тоді як, згідно з Філіппінська зірка, «якщо йти за записами та відзнаками, то Регіна Веласкес виграла б безперечно». Її часто вважали джерелом енергії завдяки її виступам і музичному контенту.
Використання Веласкес вокальних поясів було предметом ретельної перевірки, оскільки молоді співаки, в тому числі учасники телевізійних шоу талантів, наслідували її техніку співу. За словами Нестора Торре-молодшого з Філіпінського щодня запитувача, «Популярність „біріту“ [поясів] почалася тут із аматорських співочих конкурсів…. Потім прийшла Регіна Веласкес, яка також розпочала власну співочу кар'єру шляхом „біріт“…. Проблема в тому, що пояс Регіни став настільки популярним, що її наступник(и)… наслідували її». Манільський бюлетень сказав: «Більшість наших найбільш продаваних нових співачок все ще залишаються лише папугами [Веласкес] з точки зору вокальної акробатики та схильності демонструвати свій високий діапазон». Медіакритик Бой Абунда написав: «Більшість молодих співачок, які зараз викликають хвилю в індустрії, вишиті з тієї самої тканини biritera [пояс], що й Регіна Веласкес».
Філіппінські виконавці поп-музики, хіп-хопу та ритм-енд-блюзу Айсель Сантос., Чаріс., Ерік Сантос, Джона Вірей., Джулі Енн Сан Хосе., КЗ Тандінган., Кайла, Марк Баутіста, Моріссетт, Тоні Гонзага і Єнг Константіно — серед інших — назвали Веласкес впливовим.
Музика Веласкеса значно вплинула на молоде покоління виконавців реаліті-шоу талантів; Сара Джеронімо заявила, що Веласкес допомогла їм усвідомити цінність наполегливої праці тоді як Рейчел Енн Го та Анджелін Квінто сказали, що Веласкес надихнула їх у ранні роки як починаючих співачок. Фіналістки
Американський ідол Раміель Малубей, Тіа Мегія та Джессіка Санчес висловили бажання наслідувати Веласкес.
Також Веласкес відзначена за її роботу та виступи з міжнародними артистами, зокрема 98 градусів, Аліша Кіз, Коко Лі, Пібо Брайсон і Стівен Бішоп. Французький композитор Мішель Легран описав роботу з Веласкес, сказавши: «Скажу вам, важко співати пісню після Барбри Стрейзанд. Але співати з Регіною — це як бути на небесах. Вона так добре співає, у неї такий надзвичайний технічний та чутливий голос і талановита експресія». Американський співак Брайан Макнайт, який був одним із хедлайнерів концерту разом з Веласкес, похвалив її спів, заявивши: «Мені довелося співати на сцені з Регіною, і це було одине з найкращих вражень, яке я отримав, оскільки вона одна з найкращих співачок, яких я коли-небудь чув».

## Інші види діяльності

### Філантропія
Веласкес брала участь у кількох благодійних організаціях. У 2001 році вона співпрацювала з Дитячим фондом ООН (ЮНІСЕФ) і працювала над створенням документального фільму під назвою «Висловлюй свою думку», який розповідає про бездомних дітей у Пайатас, Кесон-Сіті, на одному з найбільших відкритих сміттєзвалищ на Філіппінах. Програма була номінована на премію ЮНІСЕФ за права дитини.
Однією з найвідоміших виступів Веласкес на благодійному концерті стала пісня «Одна ніч з Регіною», яку вона виконала в Національному музеї Філіппін на підтримку фонду Фонд Бантай Бата, організації, що займається опікою дітей. У 2005 році Веласкес з'явилася в епізоді лайфстайл-ток-шоу "Мел і Джоуї " і пожертвувала кошти від аукціону своїх суконь на проєкт «Give-a-Gift» фонду GMA Kapuso Фонд. У 2009 році Веласкес була головним телевізійним бенефісом під назвою «Після дощу: Різдво, повне надії після тайфуну Кецана» (Ондой). У жовтні 2010 року вона стала амбасадором ОпераціЇ «Посмішка», некомерційної організації, яка надає дітям у всьому світі операції з усунення розщепленої губи та піднебіння. Вона записала тему «ПОСМІШКА», яка була написана для проекту і з'явилася в її студійному альбомі Фантазія . У листопаді 2013 року кошти від продажу її альбому Ти впала з неба були передані Філіппінському Червоному Хресту на підтримку допомоги жертвам тайфуну Хайян (Йоланда).

### Підтвердження продукту
Веласкес працювла над маркетинговими ініціативами для американських мереж ресторанів швидкого харчування Wendy's і KFC. Вона підписала рекламні угоди з кількома іншими брендами, зокрема Цифровий, Люкс, Nestlé Філіппіни, Nokia та Розумні комунікації . Протягом 2005 року вона була обличчям компанії Департаменту туризму з просування подорожей. У серпні 2009 року, працюючи з брендом одягу та роздрібної торгівлі Лава, Веласкес просувала свої жіночі аромати Регіна та Співоча пташка. Веласкес працювала з мережею ресторанів швидкого харчування Jollibee з 2018 року і знялася в кількох рекламних роликах разом зі своїм сином. Вони також мали угоди з Pampers, PLDT і дитячими сумішами Nestlé. У лютому 2020 року вона співпрацювала з косметичним брендом BYS і запустила лінію косметики під назвоюРегіна. Вона також стала представником прального порошку Ariel і ліків Vicks.

## Особисте життя
Веласкес оголосила про свої стосунки зі співаком і автором пісень Огі Алкасідом у статті, опублікованій у журналі Так! у червні 2007 року. 8 серпня 2010 року пара оголосила про заручини, а в грудні вони одружилися в Насугбу, Батангас. Вона народила сина Натаніеля Джеймса за допомогою кесаревого розтину 8 листопада 2011 року.
Веласкес — народжена згори християнка. У березні 2016 року вона розповіла, що перед одруженням з Алькасідом пережила викидень, і це стало причиною її навернення. Веласкес також сказала, що вона відвідувала Християнське товариство «Перемога».

## Нагороди та визнання
- Ось я! (1990)
- У сезон (1991)
- Музика і я (1993)
- Подяка (1996)
- Ретро (1997)
- Намальований (1998)
- R2K: Концерт (2000)
- Співоча пташка співає класику (2001)
- R-15 (2001)
- Одна ніч з Регіною (2002)
- Царство досі (2004)
- Двадцять (2006)
- Срібло (2013)
- R3.0 (2017)
- Свобода (2021)
- Регіна Рокс(2023)

Протягом своєї кар'єри Веласкес отримала багато відзнак і нагород, у тому числі Улюблений артист MTV Азії Філіппіни у 2002 і 2003, і Артист Року у 2007, 2009 і 2019 роках. Вона була лауреатом нагород за життєві досягнення, зокрема Пісенні нагороди Честь філіппінської музики, Зіркові нагороди за життєві досягнення Піліти Корралес і Унікальний учень музики, Золотий художник премії ФАМАС і Myx Music's Magna Award,
Веласкес продала більше семи мільйонів платівок на Філіппінах і 1,5 мільйонів в Азії, що робить її найбільш продаваною філіппінською артисткою всіх часів. Кожен з восьми її альбомів розійшовся тиражем понад 200 000 копій. Вона посіла перше місце в рейтингу
Жіноча мережа ' 2011 рік у списку «25 найкращих філіппінських співачок» і була включена до списку 10 найпопулярніших співачок в Азії журналу Азія. Веласкес також отримала визнання за свою роботу на телебаченні та в кіно, наприклад, нагороду Королева каси у 2002 році, премію Зіркові нагороди за найкращу жіночу роль на телебаченні у 2002 році та премію Золотий екран, за найкращу жіночу роль у 2013 році. Загалом вона отримала 22 нагороди
Пісня, 22 нагороди Box Office Entertainment Awards, 17 нагород Розрада, і 17 нагород
Зіркові нагороди для музики. У грудні 2007 року Веласкес був удостоєний зірки на філіппінській Алеї слави.

## Дискографія
Сила двох (з Кух Ледесма) (1996)
- Свято кохання (з Пібо Брайсон і Джеффрі Осборном) (2000)
- Незалежні жінки (з Джая) (2001)
- Два для Лицаря (з Браян Макнайт) (2002)
- Співоча пташка співає Леграна (з Мішелем Леграном) (2003)
- Martin & Regine: Всесвітнє концертне турне (з Мартін Нівера) (2003)
- Співочий птах і автор пісень (з Огі Алкасид) (2004)
- Queens on Fire (з Попс Фернандес) (2005)
- Iconic (з Шарон Кунета) (2019)
- Unified (з Сарою Джеронімо) (2020)

## Фільмографія
1. ↑  https://www.youtube.com/watch?v=XHkc82FDE1g?si=c8GTUF3yeriUmsea
2. ↑  The President's Day: December 22, 2010. The Official Gazette of the Republic of the Philippines. Архів оригіналу за 10 грудня 2017. Процитовано 10 грудня 2017.
3. 1 2 3 4 5 6 7 8 9  Valisno, Jeffrey (16 листопада 2012). Fairy tale. Business World. Архів оригіналу за 27 листопада 2017. Процитовано 28 жовтня 2017.
4. ↑  Hinundayan marks '100'. The Philippine Star. 19 липня 2009. Архів оригіналу за 27 листопада 2017.
5. ↑  Lo, Ricky (4 лютого 2014). Regine's dad Mang Gerry dies in sleep. The Philippine Star. Архів оригіналу за 2 березня 2014. Процитовано 7 січня 2018.
6. ↑  Regine's family celebrates mom and dad's anniversary. ABS-CBN News. Архів оригіналу за 12 лютого 2018. Процитовано 12 лютого 2018.
7. ↑  Policarpio, Allan (22 серпня 2014). Regine Velasquez and fellow Kapuso stars thrill Bohol fans. Philippine Daily Inquirer. Архів оригіналу за 22 серпня 2014. Процитовано 7 травня 2020.
8. 1 2 3 4 5  CNN's Lorraine Hahn interviews Regine Velasquez. CNN International. 21 лютого 2003. Архів оригіналу за 12 грудня 2007. Процитовано 1 грудня 2017.
9. ↑  Lo, Ricky (12 лютого 2000). Regine (sigh) is loveless. The Philippine Star. Архів оригіналу за 27 листопада 2017.
10. ↑  Salanga, Elyas (22 травня 2009). Regine Velasquez's climb to success documented in Roots to Riches. Philippine Entertainment Portal. Архів оригіналу за 30 жовтня 2017. Процитовано 27 листопада 2017.
11. ↑  David Sinclair (26 березня 1994). Global Music Pulse. Billboard. Т. 106, № 13. с. 57. ISSN 0006-2510. Архів оригіналу за 1 грудня 2017.
12. ↑  San Diego, Bayani (14 лютого 2014). Regine Velasquez: I was prepared; last year was the worst. Philippine Daily Inquirer. Архів оригіналу за 3 квітня 2016. Процитовано 26 грудня 2018.
13. ↑  Glorioso, Bot (3 жовтня 2014). Regine recalls career beginnings. The Philippine Star. Архів оригіналу за 4 жовтня 2014. Процитовано 29 жовтня 2017.
14. 1 2 3 4 5 6  Jeffries, 2003, с. 213.
15. ↑  Gonzales, Rommel (6 березня 2010). '80s celebrity Ronnie Henares returns to TV via reality-sitcom Pepito Manaloto. Philippine Entertainment Portal (Tagalog) . Архів оригіналу за 1 грудня 2017. Процитовано 27 листопада 2017.
16. ↑  Calderon, Ricky (29 червня 2017). Regine Velasquez returns to Viva. Архів оригіналу за 12 серпня 2018. Процитовано 9 листопада 2017.
17. 1 2  Tomada, Nathalie (17 жовтня 2018). What's in store for Regine as Kapamilya. The Philippine Star. Архів оригіналу за 31 березня 2019. Процитовано 18 жовтня 2018.
18. ↑  San Diego, Bayani Jr. (4 березня 2008). When fame is not top priority. Архів оригіналу за 5 березня 2008. Процитовано 29 травня 2012.
19. ↑  Abunda, Boy (18 квітня 2001). Time for Regine to trace her roots. The Philippine Star. Архів оригіналу за 27 листопада 2017. Процитовано 27 листопада 2017.
20. ↑  Gil, Baby (31 липня 2017). Regine returns to MOA for her 30th. The Philippine Star. Архів оригіналу за 27 листопада 2017. Процитовано 27 листопада 2017.
21. ↑  Constant Change – Jose Mari Chan. AllMusic. Архів оригіналу за 8 січня 2018. Процитовано 8 січня 2018.
22. ↑  Lo, Ricky (4 квітня 2014). Gary & the Soundtrack of his life. The Philippine Star. Архів оригіналу за 24 вересня 2019. Процитовано 25 квітня 2020.
23. ↑  Lopez, Iskho (6 жовтня 1991). Regine in Carnegie Hall. Архів оригіналу за 24 липня 2013. Процитовано 8 червня 2011.
24. 1 2 3 4 5 6 7  Carballo, Bibsy (14 грудня 2014). Regine still Asia's songbird. The Philippine Star. Архів оригіналу за 24 грудня 2014. Процитовано 28 жовтня 2017.
25. 1 2  Abunda, Boy (25 листопада 2002). Why Regine said no to Miss Saigon. The Philippine Star. Архів оригіналу за 7 листопада 2017. Процитовано 3 листопада 2017.
26. ↑  Gonzales, David. Tagala Talaga > Review. AllMusic. Архів оригіналу за 1 грудня 2017. Процитовано 5 листопада 2017.
27. 1 2 3  Album notes for Tagala Talaga.
28. ↑  These recipients can be found here:

The Order of National Artists. The Official Gazette of the Republic of the Philippines. Архів оригіналу за 14 серпня 2018. Процитовано 9 травня 2020.

The Order of National Artists. University of the Philippines Diliman. Архів оригіналу за 27 серпня 2017. Процитовано 9 травня 2020.
29. ↑  Martin Nievera launches new album with a concert at the Kia Theatre!. Philippine Daily Inquirer. 25 липня 2016. Архів оригіналу за 1 вересня 2016. Процитовано 27 листопада 2017.
30. ↑  Album notes for {{{title}}}.
31. 1 2  Gorospe, Marc (10 липня 1993). PolyGram in The Philippines venture, first release is a Velasquez-Anka duet. Billboard. с. 33. ISSN 0006-2510. Архів оригіналу за 7 листопада 2017. Процитовано 6 листопада 2017.
32. 1 2 3  Gonzales, David. Reason Enough > Review. AllMusic. Архів оригіналу за 7 листопада 2017. Процитовано 5 листопада 2017.
33. 1 2  The Philippine Awit Awards > Winners Archive. Awit Awards. Архів оригіналу за 5 березня 2017. Процитовано 25 листопада 2017.
34. 1 2 3 4 5 6  Gonzales, David. Listen Without Prejudice > Review. AllMusic. Архів оригіналу за 7 листопада 2017. Процитовано 6 листопада 2017.
35. 1 2 3 4  Van Zuylen, Gary (7 квітня 1997). Regine capturing Chinese hearts. Архів оригіналу за 16 січня 2016. Процитовано 6 листопада 2017.
36. 1 2 3 4 5  Gonzales, David. My Love Emotion > Review. AllMusic. Архів оригіналу за 8 листопада 2017. Процитовано 8 листопада 2017.
37. ↑  PolyCosmic Records (1995). Album notes for My Love Emotion, p. 8. PolyCosmic Records.
38. 1 2 3  Gonzales, David. Retro > Review. AllMusic. Архів оригіналу за 9 листопада 2017. Процитовано 9 листопада 2017.
39. ↑  Gonzales, David. Very Special > Review. AllMusic. Архів оригіналу за 17 листопада 2012. Процитовано 9 листопада 2017.
40. 1 2 3 4  Gonzales, David. Drawn > Review. AllMusic. Архів оригіналу за 10 листопада 2017. Процитовано 9 листопада 2017.
41. ↑  Pride, Dominic (9 січня 1999). Global Music Pulse. Billboard. Т. 111, № 2. с. 39. ISSN 0006-2510. Архів оригіналу за 24 липня 2013. Процитовано 6 листопада 2017.
42. 1 2  Williamson, Nigel (22 січня 2000). Global Music Impulse. Billboard. Т. 112, № 4. с. 69. ISSN 0006-2510. Архів оригіналу за 24 липня 2013. Процитовано 6 листопада 2017.
43. ↑  Viva Records Corporation (1999). Album notes for R2K by Regine Velasquez , pp. 9Шаблон:Hyphen10. Viva Records (VCD-99-052) .
44. 1 2 3  Gonzales, David. R2K > Review. AllMusic. Архів оригіналу за 10 листопада 2017. Процитовано 10 листопада 2017.
45. ↑  Lo, Ricky (24 грудня 2000). The girl with the 'platinum' touch. The Philippine Star (тагал.). Архів оригіналу за 29 жовтня 2013. Процитовано 7 грудня 2017.
46. 1 2 3  Luciano Elvin and Lapuz R. Sedricke (20 жовтня 2017). 30 moments that defined Regine Velasquez's career. CNN Philippines. Архів оригіналу за 22 жовтня 2017. Процитовано 25 жовтня 2017.
47. ↑  Gabinete, Jojo (28 червня 2017). Regine: pang 'One-Night' na lang [Regine opts for one-night shows]. Abante (тагал.). Архів оригіналу за 22 листопада 2017. Процитовано 29 квітня 2020.
48. 1 2  Baldono, Krista (16 квітня 2019). Regine Velasquez-Alcasid's magnificent career milestones as Asia's Songbird. ABS-CBN News. Архів оригіналу за 10 квітня 2021. Процитовано 4 липня 2021.
49. ↑  2000 Today. BBC News. 6 жовтня 1998. Архів оригіналу за 7 березня 2006. Процитовано 13 вересня 2020.
50. ↑  Marriott, 2007, с. 3—4.
51. ↑  2000 Today. Australian Broadcasting Corporation. Архів оригіналу за 30 серпня 2005. Процитовано 30 серпня 2005.
52. 1 2  Lo, Ricky (11 квітня 2000). Regine is 'flying' colors. The Philippine Star. Архів оригіналу за 10 листопада 2017. Процитовано 10 листопада 2017.
53. 1 2  Lo, Ricky (11 жовтня 2000). Robin and Regine: A story of two winners. The Philippine Star. Архів оригіналу за 10 листопада 2017. Процитовано 10 листопада 2017.
54. ↑  Regine in Songbird Sings the Classics. The Philippine Star. 5 жовтня 2000. Архів оригіналу за 4 грудня 2017. Процитовано 4 грудня 2017.
55. 1 2  Gonzales, David. Regine Live: Songbird Sings The Classics > Review. AllMusic. Архів оригіналу за 11 листопада 2017. Процитовано 10 листопада 2017.
56. 1 2  100 Stars Who Ruled The Decade. Summit Media. 1 травня 2010. Архів оригіналу за 29 жовтня 2013.
57. 1 2  Gonzales, David. Reigne > Review. AllMusic. Архів оригіналу за 11 листопада 2017. Процитовано 11 листопада 2017.
58. ↑  Gil, Baby (26 грудня 2001). Regine serves up her best. The Philippine Star. Архів оригіналу за 11 листопада 2017. Процитовано 11 листопада 2017.
59. ↑  Gil, Baby (27 січня 2003). Regine is tops. The Philippine Star. Архів оригіналу за 11 листопада 2017. Процитовано 11 листопада 2017.
60. ↑  Lo, Ricky (14 грудня 2001). And the nominees for the 1st MTV Asia Awards are... The Philippine Star. Архів оригіналу за 27 жовтня 2014. Процитовано 11 листопада 2017.
61. 1 2  Lo, Ricky (4 лютого 2002). Regine is Favorite MTV Filipino Artist. The Philippine Star. Архів оригіналу за 11 листопада 2017. Процитовано 11 листопада 2017.
62. ↑  Francisco, Butch (6 лютого 2003). What makes Star For a Night different. The Philippine Star. Архів оригіналу за 12 листопада 2017. Процитовано 11 листопада 2017.
63. 1 2 3  Montemar-Oriondo (19 травня 2002). Regine with a difference. The Philippine Star. Архів оригіналу за 12 листопада 2017. Процитовано 11 листопада 2017.
64. ↑  Winners, The 7th Asian Television Awards. Asian TV Awards. Архів оригіналу за 11 листопада 2017. Процитовано 11 листопада 2017.
65. ↑  Osborne, Magz (28 січня 2003). Lavigne tops MTV Asia. Variety. Архів оригіналу за 22 квітня 2019. Процитовано 27 квітня 2020.
66. ↑  Lo, Ricky (4 травня 2003). Regine plays the Alphabet Game. The Philippine Star. Архів оригіналу за 11 листопада 2017. Процитовано 11 листопада 2017.
67. ↑  Abunda, Boy (13 лютого 2004). Regine: The ups and downs. The Philippine Star. Архів оригіналу за 12 листопада 2017. Процитовано 12 листопада 2017.
68. ↑  Regine pays tribute to Streisand. The Philippine Star. 27 жовтня 2003. Архів оригіналу за 5 липня 2021. Процитовано 27 квітня 2020.
69. ↑  Gomez, Lucy (29 лютого 2004). Ogie Alcasid and Regine Velasquez make beautiful music together. The Philippine Star. Архів оригіналу за 5 липня 2021. Процитовано 27 квітня 2020.
70. ↑  Regine Velasquez & Ogie Alcasid: The Songbird & The Songwriter. Broadway in Chicago. Official Site of Broadway in Chicago. Архів оригіналу за 5 липня 2021. Процитовано 27 квітня 2020.
71. ↑  Aliw Awards aired tonight on RPN 9. The Philippine Star. 21 серпня 2004. Архів оригіналу за 28 грудня 2017. Процитовано 27 грудня 2017.
72. ↑  Bismark, Maridol (2 липня 2004). Regine: The shoe is on the other foot. The Philippine Star. Архів оригіналу за 12 листопада 2017. Процитовано 12 листопада 2017.
73. 1 2 3  The songbird reigns still. Manila Bulletin. 2 жовтня 2004. Архів оригіналу за 9 червня 2011. Процитовано 12 листопада 2017.
74. 1 2  Panaligan, Jojo (17 жовтня 2004). Asia's Songbird Undrapes 'Covers'. Manila Bulletin. Архів оригіналу за 18 жовтня 2004. Процитовано 12 листопада 2017.
75. 1 2 3  Lo, Ricky (25 жовтня 2005). Reflections by Regine. The Philippine Star. Архів оригіналу за 13 листопада 2017. Процитовано 13 листопада 2017.
76. 1 2  Panaligan, Jojo (18 лютого 2006). Regine Velasquez Serves Up High-Brow Versions in Covers 2. Manila Bulletin. Архів оригіналу за 25 лютого 2018. Процитовано 22 листопада 2017 — через HighBeam.
77. ↑  Calderon, Ricky (4 жовтня 2006). Regine to mark 20th year with concert series. The Philippine Star. Архів оригіналу за 13 листопада 2017. Процитовано 12 листопада 2017.
78. ↑  Orsal, Noel (6 грудня 2007). Regine Velasquez named Entertainer of the Year in 20th Aliw Awards. Philippine Entertainment Portal (тагал.). Архів оригіналу за 7 липня 2017. Процитовано 12 листопада 2017.
79. ↑  Bigger contenders as Celebrity Duets returns. The Philippine Star. 22 серпня 2008. Архів оригіналу за 13 листопада 2017. Процитовано 13 листопада 2017.
80. ↑  Santiago, Erwin (10 травня 2008). Regine Velasquez serenades viewers in weekly musical show "Songbird". Philippine Entertainment Portal. Архів оригіналу за 13 листопада 2017. Процитовано 13 листопада 2017.
81. ↑  Calderon, Nora (16 квітня 2008). Regine Velasquez celebrates her birthday with a TV special. Philippine Entertainment Portal (Tagalog) . Архів оригіналу за 13 листопада 2017. Процитовано 13 листопада 2017.
82. ↑  Glorioso, Bot (22 квітня 2008). How well do you know. The Philippine Star. Архів оригіналу за 13 листопада 2017. Процитовано 13 листопада 2017.
83. 1 2  Santiago, Erwin (15 листопада 2008). Regine Velasquez sings "Low Key" in her first album with Universal Records. Philippine Entertainment Portal. Архів оригіналу за 1 липня 2017. Процитовано 13 листопада 2017.
84. ↑  Low Key – Regine Velasquez. AllMusic. Overview. Архів оригіналу за 9 січня 2018. Процитовано 8 січня 2018.
85. ↑  Asilo, Rito (21 листопада 2008). High marks for Regine's Low Key. Philippine Daily Inquirer. Архів оригіналу за 22 вересня 2012. Процитовано 13 листопада 2017.
86. ↑  Dimaculangan, Jocelyn (1 лютого 2009). Regine Velasquez's "Low Key" is first Platinum album for 2009. Philippine Entertainment Portal. Архів оригіналу за 16 січня 2016. Процитовано 22 січня 2018.
87. ↑  Lo, Ricky (24 травня 2009). Regine's roots to riches story. The Philippine Star. Архів оригіналу за 14 листопада 2017. Процитовано 14 листопада 2017.
88. ↑  Llanes, Rommel (12 травня 2009). Are You The Next Big Star? begins airing on May 16. Philippine Entertainment Portal (Tagalog) . Архів оригіналу за 14 листопада 2017. Процитовано 14 листопада 2017.
89. 1 2 3  Asilo, Rito (3 грудня 2010). Moving Musical Send-Off for Regine Velasquez. Philippine Daily Inquirer. Архів оригіналу за 4 грудня 2010. Процитовано 14 листопада 2017.
90. 1 2  Gil, Baby (31 січня 2011). Regine's fantasy. The Philippine Star. Архів оригіналу за 15 листопада 2017. Процитовано 14 листопада 2017.
91. ↑  Reyes, William (9 вересня 2011). 3rd Star Awards for Music will take place on October 16. Philippine Entertainment Portal. Архів оригіналу за 14 листопада 2017. Процитовано 14 листопада 2017.
92. 1 2  Santiago, Erwin (15 березня 2011). Regine Velasquez wins Myx Magna Award recognizing her contribution to music. Philippine Entertainment Portal. Архів оригіналу за 19 грудня 2021. Процитовано 19 грудня 2021.
93. ↑  Franco, Bernie (24 квітня 2011). Regine Velasquez to take a hiatus in showbiz because of pregnancy (Tagalog) . ABS-CBN News. Архів оригіналу за 14 листопада 2017. Процитовано 14 листопада 2017.
94. ↑  Asia's Songbird Regine Velasquez-Alcasid shows off cooking skills via Sarap Diva. GMA Network News. 28 вересня 2012. Архів оригіналу за 14 листопада 2017. Процитовано 14 листопада 2017.
95. ↑  Santiago, Erwin (17 листопада 2012). Regine Velasquez cuts Silver concert short after losing voice. Philippine Entertainment Portal (Tagalog) . Архів оригіналу за 15 листопада 2017. Процитовано 15 листопада 2017.
96. ↑  Dumaual, Miguel (17 листопада 2012). Regine tells fans: You deserve more. ABS-CBN News. Архів оригіналу за 15 листопада 2017. Процитовано 15 листопада 2017.
97. ↑  Regine's repeat concert set on Jan. 5. ABS-CBN News. 30 листопада 2012. Архів оригіналу за 15 листопада 2017. Процитовано 15 листопада 2017.
98. ↑  Regine wows crowd in concert repeat. ABS-CBN News. 7 січня 2013. Архів оригіналу за 15 листопада 2017. Процитовано 15 листопада 2017.
99. ↑  Panaligan, Jojo (6 січня 2013). Regine So Golden in 'Silver' Repeat. Manila Bulletin. Архів оригіналу за 9 січня 2013. Процитовано 15 листопада 2017.
100. ↑  Carvajal, Dolly Anne (8 січня 2013). Asia's Songbird delivers in promised repeat show. Philippine Daily Inquirer. Архів оригіналу за 15 листопада 2017. Процитовано 15 листопада 2017.
101. ↑  Martin-Pops, Ogie-Regine concert in CNN Valentine's list. ABS-CBN News. 13 лютого 2013. Архів оригіналу за 15 листопада 2017. Процитовано 15 листопада 2017.
102. ↑  PMPC bares list of nominees for 5th Star Awards for Music. Philippine Entertainment Portal. 10 вересня 2013. Архів оригіналу за 29 грудня 2016. Процитовано 15 листопада 2017.
103. ↑  Marasigan, Ruben (14 жовтня 2013). Regine Velasquez wins Best Female Concert Performer at 5th Star Awards for Music. Philippine Entertainment Portal (Tagalog) . Архів оригіналу за 14 жовтня 2013. Процитовано 14 жовтня 2013.
104. ↑  Denny, Christine (28 листопада 2013). Regine Velasquez dedicates Hulog Ka Ng Langit album to son Nate and Yolanda victims. Philippine Entertainment Portal. Архів оригіналу за 15 листопада 2017. Процитовано 15 листопада 2017.
105. ↑  Flores, Eugene (8 грудня 2013). Regine Velasquez was awarded a Platinum Record Award for her latest album Hulog Ka Ng Langit. Philippine Entertainment Portal. Архів оригіналу за 21 червня 2020. Процитовано 21 червня 2020.
106. ↑  Bautista, Jude (18 грудня 2014). Gloc 9 dominates 27th Awit Awards. The Philippine Star. Архів оригіналу за 15 листопада 2017. Процитовано 15 листопада 2017.
107. ↑  Smith, Chuck (15 вересня 2014). Sarah Geronimo leads winners at 6th Star Awards for Music. The Philippine Star. Архів оригіналу за 22 вересня 2017. Процитовано 15 листопада 2017.
108. ↑  Santiago, Erwin (15 лютого 2014). Martin Nievera and Regine Velasquez join forces in Voices of Love. Philippine Entertainment Portal. Архів оригіналу за 16 листопада 2017. Процитовано 16 листопада 2017.
109. ↑  Banal-Formosa, Chelo (17 червня 2014). The poetry man and the rapper dude. Philippine Daily Inquirer. Архів оригіналу за 16 листопада 2017. Процитовано 16 листопада 2017.
110. ↑  Asilo, Rito (27 грудня 2014). #Trending' cashes in on Vice Ganda's irreverence, brutal honesty. Philippine Daily Inquirer. Архів оригіналу за 16 листопада 2017. Процитовано 16 листопада 2017.
111. ↑  Gary V, Martin, Lani, Regine together for 'Ultimate' concert. ABS-CBN News. 15 лютого 2015. Архів оригіналу за 16 листопада 2017. Процитовано 16 листопада 2017.
112. ↑  Calderon, Nora (21 лютого 2016). John Lloyd, Bea, Vice, Coco, Vic, Ai-Ai lead winners at the Box Office Entertainment Awards. Philippine Entertainment Portal. Архів оригіналу за 25 червня 2017. Процитовано 16 листопада 2017.
113. ↑  Winners of 2015 Star Awards for Music revealed. ABS-CBN News. 11 листопада 2015. Архів оригіналу за 17 листопада 2017. Процитовано 16 листопада 2017.
114. ↑  5th EdukCircle Awards Winners List. International Education Circle ICCS. Архів оригіналу за 16 листопада 2017. Процитовано 16 листопада 2017.
115. ↑  Rodriguez, Bea (25 серпня 2015). Regine Velasquez at Jennylyn Mercado, bagong judges ng StarStruck [Regine Velasquez and Jennylyn Mercado, announced as new judges for StarStruck] (тагал.). GMA Network News. Архів оригіналу за 29 жовтня 2017. Процитовано 16 листопада 2017.
116. ↑  Aquino, Ann Charmaine (21 серпня 2015). Regine Velasquez to perform at The Theater in Solaire Resort and Casino. GMA Network News. Архів оригіналу за 16 листопада 2017. Процитовано 16 листопада 2017.
117. ↑  Bunoan, Vladimir (19 листопада 2016). Regine sings Broadway in Solaire concert series. ABS-CBN News. Архів оригіналу за 3 серпня 2018. Процитовано 15 вересня 2019.
118. ↑  Martin, Regine in Royals. Philippine Daily Inquirer. 10 лютого 2016. Архів оригіналу за 17 листопада 2017. Процитовано 16 листопада 2017.
119. ↑  Donato, Jerry (23 січня 2016). A 'royal' performance for loyal fans. The Philippine Star. Архів оригіналу за 17 листопада 2017. Процитовано 16 листопада 2017.
120. ↑  Policarpio, Allan (23 лютого 2016). Show-stopping vocal power in Royals. Philippine Daily Inquirer. Архів оригіналу за 17 листопада 2017. Процитовано 16 листопада 2017.
121. ↑  Jarloc, Glaiza (23 квітня 2017). ABS-CBN stars win big at 48th Box Office Entertainment Awards. SunStar. Архів оригіналу за 17 червня 2017. Процитовано 16 листопада 2017.
122. ↑  6th EdukCircle Awards Winners List. International Education Circle ICCS. Архів оригіналу за 17 листопада 2017. Процитовано 16 листопада 2017.
123. ↑  PeopleAsia's People of the Year 2017 Awards Night. People Asia. Архів оригіналу за 7 листопада 2017. Процитовано 16 листопада 2017.
124. ↑  Ang pagbabalik ng 'Mulawin' at iba pang mga programang aabangan sa GMA 7 ngayong 2017 [Mulawin returns with a sequel and GMA 7 programming in 2017] (тагал.). GMA Network News. 3 січня 2017. Архів оригіналу за 29 липня 2017. Процитовано 16 листопада 2017.
125. ↑  The full house finale of 'Full House Tonight!'. GMA Network News. 31 травня 2017. Архів оригіналу за 17 листопада 2017. Процитовано 16 листопада 2017.
126. 1 2 3  Calderon, Ricky (30 червня 2017). Regine Velasquez returns to Viva. The Philippine Star. Архів оригіналу за 9 листопада 2017. Процитовано 16 листопада 2017.
127. ↑  Bodegon, Kara (25 серпня 2017). Listen to Regine Velasquez's cover of UDD's 'Tadhana'. Billboard Philippines. Nielsen Business Media, Inc. Архів оригіналу за 17 листопада 2017. Процитовано 16 листопада 2017.
128. ↑  Asia's Songbird Regine Velasquez- Alcasid Soars Again With "Hugot". Viva Records. 22 вересня 2017. Архів оригіналу за 17 листопада 2017. Процитовано 16 листопада 2017.
129. ↑  Bodegon, Kara (25 жовтня 2017). Regine Velasquez celebrates 30 years at 2-night 'R3.0' Concert. Billboard Philippines. Nielsen Business Media, Inc. Архів оригіналу за 17 листопада 2017. Процитовано 16 листопада 2017.
130. ↑  Bodegon, Kara (2 серпня 2017). Mr. & Mrs. A Ogie Alcasid and Regine Velasquez-Alcasid Set U.S. Tour Dates. Billboard Philippines. Nielsen Business Media, Inc. Архів оригіналу за 3 листопада 2017. Процитовано 16 листопада 2017.
131. ↑  Abanilla, Clarizel (29 червня 2018). GMA's 'The Clash' opens on July 7. Philippine Daily Inquirer. Архів оригіналу за 12 серпня 2018. Процитовано 12 серпня 2018.
132. ↑  Asis, Salve (14 листопада 2018). Regine walang inalala sa TF nina Piolo, Daniel at Sharon [Regine no discussion of talent fees with Piolo, Daniel, and Sharon]. The Philippine Star (Tagalog) . Архів оригіналу за 13 грудня 2018. Процитовано 25 червня 2022.
133. 1 2 3  Salterio, Leah (25 листопада 2018). Concert recap: Regine regales with popular movie themes. ABS-CBN News. Архів оригіналу за 25 листопада 2018. Процитовано 2 травня 2020.
134. ↑  Policarpio, Allan (25 листопада 2018). Nervous Regine still able to deliver show-stopping jolts of high notes. Philippine Daily Inquirer. Архів оригіналу за 24 листопада 2018. Процитовано 26 червня 2022.
135. ↑  Carvajal, Dolly Anne (14 жовтня 2019). Sharon and Regine in the eyes of Kiko and Ogie. Philippine Daily Inquirer. Архів оригіналу за 13 жовтня 2019. Процитовано 2 травня 2020.
136. 1 2  Regine Velasquez named Aliw Awards' Entertainer of the Year. ABS-CBN News. 18 грудня 2019. Архів оригіналу за 24 січня 2020. Процитовано 2 травня 2020.
137. ↑  Regine, Moira release original duet 'Unbreakable'. ABS-CBN News. 12 листопада 2019. Архів оригіналу за 24 січня 2020. Процитовано 2 травня 2020.
138. ↑  Ogie cries as Regine sings theme of General's Daughter. ABS-CBN News. 6 січня 2019. Архів оригіналу за 24 січня 2020. Процитовано 4 липня 2021.
139. ↑  Regine Velasquez records theme song of 'Love Thy Woman'. ABS-CBN News. 4 лютого 2020. Архів оригіналу за 23 квітня 2021. Процитовано 4 липня 2021.
140. ↑  Arcano, Nicole (3 січня 2019). Regine Velasquez Is the New Face of BYS Cosmetics. Preview. Summit Media. Архів оригіналу за 5 липня 2021. Процитовано 2 травня 2020.
141. ↑  Arcano, Nicole (29 березня 2019). You Have to Watch Regine Velasquez's Empowering Music Video for Women's Month. Preview. Summit Media. Архів оригіналу за 2 квітня 2019. Процитовано 2 травня 2020.
142. ↑  Regine, Sarah impress with duet of original hits at 'Unified' concert. ABS-CBN News. 16 лютого 2020. Архів оригіналу за 16 червня 2020. Процитовано 18 травня 2020.
143. ↑  Policarpio, Allan (25 квітня 2020). Regine on turning 50: A milestone I feel in my knees!. Philippine Daily Inquirer. Архів оригіналу за 29 квітня 2020. Процитовано 2 травня 2020.
144. ↑  Plaza, Gerry (26 квітня 2020). Regine's remarkable digital concert amasses Php4.2 million in one night for Bantay Bata 163. ABS-CBN News. Архів оригіналу за 5 липня 2021. Процитовано 2 травня 2020.
145. ↑  Regine Velasquez to hold another virtual concert. ABS-CBN News. 6 червня 2020. Архів оригіналу за 13 червня 2020. Процитовано 16 червня 2020.
146. ↑  Ranoa-Bismark, Maridol (14 серпня 2020). Regine Velasquez grants kidney patient's duet request, Ogie Alcasid sells Star Wars collection for displaced singers. The Philippine Star. Архів оригіналу за 7 вересня 2020. Процитовано 5 березня 2023.
147. ↑  Regine's "Freedom" surprised concert-viewers with stunning lineup, astounding performance. ABS-CBN News. 1 березня 2021. Архів оригіналу за 3 березня 2021. Процитовано 4 липня 2021.
148. ↑  Regine Velasquez's 'Freedom' concert rescheduled to February 28. ABS-CBN News. 14 лютого 2021. Архів оригіналу за 5 липня 2022. Процитовано 18 лютого 2023.
149. ↑  Regine's Freedom Digital Concert  –  Media Conference (Video). Star Music. 26 січня 2021. Архів оригіналу за 18 лютого 2023. Процитовано 18 лютого 2023 — через YouTube.
150. ↑  Tickets for Regine's "Freedom" digital concert now up for grabs. ABS-CBN News. 8 січня 2021. Архів оригіналу за 28 вересня 2022. Процитовано 18 лютого 2023.
151. ↑  Freedom concert ni Regine Velasquez, sumira ng record sa digital concerts [Regine's Freedom concert breaks digital concert records]. Philippine Entertainment Portal (Tagalog) . 1 березня 2021. Архів оригіналу за 1 березня 2021. Процитовано 18 лютого 2023.
152. ↑  Regine Velasquez stuns viewers in 'Freedom' concert. Manila Standard. 3 березня 2021. Архів оригіналу за 27 грудня 2022. Процитовано 18 лютого 2023.
153. ↑  Regine Velasquez's powerful new song with Davey Langit. ABS-CBN News. 19 серпня 2021. Архів оригіналу за 24 серпня 2021. Процитовано 24 серпня 2021.
154. ↑  Matalog, Patricia (11 червня 2021). Regine Velasquez's version of 'Kailangan Kita' is the official theme song of 'La Vida Lena'. ABS-CBN News. Архів оригіналу за 25 червня 2021. Процитовано 3 липня 2021.
155. ↑  Iconic voice for an iconic series: Regine Velasquez performs new 'Ang Probinsyano' theme song. ABS-CBN News. 19 листопада 2021. Архів оригіналу за 25 листопада 2021. Процитовано 25 листопада 2021.
156. ↑  Severo, Jan Milo (24 листопада 2022). Awit Awards 2022 winners. The Philippine Star. Архів оригіналу за 24 листопада 2022. Процитовано 5 березня 2023.
157. ↑  Idol Philippines to also air on TV5 starting June 25. ABS-CBN News. 17 червня 2022. Архів оригіналу за 16 червня 2022. Процитовано 5 березня 2023.
158. ↑  Severo, Jan Milo (8 серпня 2022). Regine Velasquez officially replaces Karla Estrada in Magandang Buhay. The Philippine Star. Архів оригіналу за 8 серпня 2022. Процитовано 8 серпня 2022.
159. ↑  Antonio, Josiah (19 серпня 2022). Nadine, Regine and more: Who are the guest judges of 'Drag Race Philippines'?. ABS-CBN News. Архів оригіналу за 2 жовтня 2022. Процитовано 5 березня 2023.
160. ↑  Dumawal, Mario (13 жовтня 2022). Moira, Ogie, Regine win big at 2022 PMPC Star Awards for Music. ABS-CBN News. Архів оригіналу за 13 жовтня 2022. Процитовано 13 жовтня 2022.
161. ↑  Biong, Ian (21 травня 2020). Sharon Cuneta, Regine Velasquez 'Iconic' concert tour postponed. Philippine Daily Inquirer. Архів оригіналу за 12 лютого 2023. Процитовано 11 лютого 2023.
162. ↑  Acierto, Drew (8 липня 2022). Sharon Cuneta and Regine Velasquez arrive in US for their North America tour. ABS-CBN News. Архів оригіналу за 14 серпня 2022. Процитовано 5 березня 2023.
163. ↑  Regine Velasquez teases solo show after joint concerts. ABS-CBN News. 3 серпня 2022. Архів оригіналу за 29 січня 2023. Процитовано 28 січня 2023.
164. ↑  Regine Velasquez announces show dates of 'Solo' concert. ABS-CBN News. 20 листопада 2022. Архів оригіналу за 21 грудня 2022. Процитовано 28 січня 2023.
165. ↑  Salterio, Leah (19 лютого 2023). Concert review: Dauntless Regine Velasquez captivates in 'Solo' concert. ABS-CBN News. Архів оригіналу за 19 лютого 2023. Процитовано 19 лютого 2023.
166. ↑  Cabrera-Paraiso, Janelle (20 лютого 2023). Regine Velasquez Was A Total Stunner In Her 'Solo' Concert. Metro. Архів оригіналу за 4 березня 2023. Процитовано 4 березня 2023.
167. ↑  Regine Velasquez to stage repeat of 'Solo' concert in April. ABS-CBN News. 7 березня 2023. Архів оригіналу за 8 березня 2023. Процитовано 8 березня 2023.
168. ↑  'Iconic' concert of Sharon Cuneta, Regine Velasquez to have repeat in US. ABS-CBN News. 8 грудня 2022. Архів оригіналу за 8 грудня 2022. Процитовано 12 лютого 2023.
169. ↑  Star Music releases 1st single of Regine Velasquez's album Reginified. ABS-CBN News. 13 жовтня 2023. Архів оригіналу за 14 жовтня 2023. Процитовано 13 жовтня 2023.
170. ↑  Regine Velasquez gives update on new album Reginified. ABS-CBN News. 10 жовтня 2023. Архів оригіналу за 11 жовтня 2023. Процитовано 13 жовтня 2023.
171. ↑  Regine Velasquez shares details of 'Regine Rocks' concert. ABS-CBN News. 31 серпня 2023. Архів оригіналу за 27 листопада 2023. Процитовано 27 листопада 2023.
172. ↑  Lalin, Jun (11 лютого 2024). Regine Velasquez pinuno Pechanga. Abante. Архів оригіналу за 11 лютого 2024. Процитовано 11 лютого 2024.
173. ↑  Lalin, Jun (22 лютого 2024). Odette Quesada sinuportahan si Regine Velasquez-Alcasid [Odette Quesada supports Regine Velasquez]. Abante (Tagalog) . Архів оригіналу за 11 квітня 2024. Процитовано 11 квітня 2024.
174. ↑  Angan, Kara (20 квітня 2024). Regine Velasquez-Alcasid has done it yet again at 'Regine Rocks: The Repeat' — Review. Billboard Philippines. Архів оригіналу за 20 квітня 2024. Процитовано 20 квітня 2024.
175. ↑  Solis, Lolit (28 червня 2017). Regine babalikan na ang pelikula! [Regine returns to making movies!]. The Philippine Star (тагал.). Архів оригіналу за 3 грудня 2017. Процитовано 3 грудня 2017.
176. 1 2  De Leon, Ed (29 червня 2017). Regine maraming first time sa Viva [Regine had a lot of firsts with Viva]. The Philippine Star (тагал.). Архів оригіналу за 3 грудня 2017. Процитовано 3 грудня 2017.
177. 1 2  Policarpio, Allan (10 листопада 2015). Regine Velasquez's voice back to old form. Philippine Daily Inquirer. Архів оригіналу за 1 грудня 2017. Процитовано 17 листопада 2017.
178. 1 2 3 4 5 6  Anarcon, James Patrick (31 березня 2016). Regine Velasquez: The Actress and TV Host. Philippine Entertainment Portal. Архів оригіналу за 1 грудня 2017. Процитовано 17 листопада 2017.
179. ↑  Gil, Baby (9 липня 2014). Martin has new duets. The Philippine Star. Архів оригіналу за 1 грудня 2017. Процитовано 18 листопада 2017.
180. ↑  Tomada, Nathalie (4 серпня 2016). Regine feels right at home in Cebu. The Philippine Star. Архів оригіналу за 3 вересня 2017. Процитовано 3 грудня 2017.
181. ↑  Vera, 2005, с. 128.
182. ↑  Bismark, Maridol (3 липня 2001). That Aga-Regine magic. The Philippine Star. Архів оригіналу за 7 квітня 2020. Процитовано 18 листопада 2017.
183. ↑  Vera, 2005, с. 147.
184. 1 2 3  Francisco, Butch (23 лютого 2002). Box Office King and Queen crowned. The Philippine Star. Архів оригіналу за 27 червня 2017. Процитовано 17 листопада 2017.
185. ↑  Piolo, Regine in old 'MMK' episode. ABS-CBN News. 28 липня 2016. Архів оригіналу за 1 грудня 2017. Процитовано 17 листопада 2017.
186. ↑  Valdez-Nicasio, Maricris (16 лютого 2008). Regine Velasquez appears on "Maalaala Mo Kaya" for the second time. Philippine Entertainment Portal (тагал.). Архів оригіналу за 1 грудня 2017. Процитовано 17 листопада 2017.
187. ↑  Anarcon, James Patrick (12 жовтня 2019). Regine Velasquez reveals why her Maalaala Mo Kaya appearance has not happened yet. Philippine Entertainment Portal. Архів оригіналу за 10 січня 2024. Процитовано 10 січня 2024.
188. 1 2  Sol Jose Vanzi (15 жовтня 2002). The 16th Star Awards for TV: Look Ma, No Protests!. Архів оригіналу за 22 лютого 2018. Процитовано 22 лютого 2018.
189. ↑  Francisco, Butch (7 лютого 2002). A fun, entertaining love story. The Philippine Star. Архів оригіналу за 1 грудня 2017. Процитовано 18 листопада 2017.
190. 1 2  Gil, Baby (25 квітня 2003). Regine's Pangarap: Dreamy and romantic. The Philippine Star. Архів оригіналу за 1 грудня 2017. Процитовано 18 листопада 2017.
191. ↑  Red, Isah (16 червня 2003). Bad movies make me cry. Manila Standard. Архів оригіналу за 12 січня 2024. Процитовано 12 січня 2024.
192. ↑  Francisco, Butch (29 травня 2003). As wholesome as Regine's milk-and-cookies image. The Philippine Star. Архів оригіналу за 12 січня 2024. Процитовано 12 січня 2024.
193. ↑  Bautista, Mario (18 грудня 2003). Bong continues to fly high. The Philippine Star. Архів оригіналу за 1 грудня 2017. Процитовано 18 листопада 2017.
194. ↑  Bautista, Mario (29 вересня 2006). Robin & Regine: Will history repeat itself?. The Philippine Star. Архів оригіналу за 1 грудня 2017. Процитовано 18 листопада 2017.
195. ↑  Erece, Dinno (26 квітня 2007). A more daring and mature Regine Velasquez in "Paano Kita Iibigin". Philippine Entertainment Portal. Архів оригіналу за 1 грудня 2017. Процитовано 18 листопада 2017.
196. ↑  56th FAMAS Awards tonight. The Philippine Star. 29 листопада 2008. Архів оригіналу за 1 грудня 2017. Процитовано 18 листопада 2017.
197. ↑  Luna Awards nominees announced. Philippine Entertainment Portal. 31 серпня 2008. Архів оригіналу за 19 травня 2017. Процитовано 18 листопада 2017.
198. ↑  Dimaculangan, Jocelyn (25 червня 2008). Ako si Kim Sam Soon airs pilot episode on June 30. Philippine Entertainment Portal. Архів оригіналу за 24 серпня 2017. Процитовано 18 листопада 2017.
199. ↑  Ramos, Arnel (9 липня 2008). Not a mismatch after all. The Philippine Star. Архів оригіналу за 11 січня 2024. Процитовано 11 січня 2024.
200. ↑  Dimaculangan, Jocelyn (7 квітня 2008). Regine Velasquez gives voice to Princess Urduja in first-ever Filipino animation film. Philippine Entertainment Portal. Архів оригіналу за 1 грудня 2017. Процитовано 18 листопада 2017.
201. ↑  Big-Star Cameos in Kimmy Dora, Angelina And Yaya Movie. Cosmopolitan. Summit Media. 1 вересня 2009. Архів оригіналу за 1 грудня 2017. Процитовано 18 листопада 2017.
202. ↑  Dimaculangan, Jocelyn (6 березня 2009). Judy Ann Santos and Ogie Alcasid will tickle funny bones in Oh My Girl!. Philippine Entertainment Portal. Архів оригіналу за 1 грудня 2017. Процитовано 18 листопада 2017.
203. 1 2 3 4  Santiago, Erwin (27 лютого 2010). Regine Velasquez appreciates homely people because of her role in Diva. Philippine Entertainment Portal (Tagalog) . Архів оригіналу за 17 січня 2024. Процитовано 17 січня 2024.
204. ↑  As tough as a rock. The Philippine Star. 29 січня 2009. Архів оригіналу за 17 січня 2024. Процитовано 16 січня 2024.
205. ↑  Llanes, Rommel (20 лютого 2009). Regine Velasquez takes boxing lessons for her role in Totoy Bato. Philippine Entertainment Portal (Tagalog) . Архів оригіналу за 17 січня 2024. Процитовано 17 січня 2024.
206. ↑  Orosa, Rosalinda (1 березня 2010). Diva on GMA: The first-ever kantaserye. The Philippine Star. Архів оригіналу за 5 липня 2021. Процитовано 2 травня 2020.
207. ↑  15 Pinoy music-themed teleseryes. Philippine Entertainment Portal. 27 вересня 2019. Архів оригіналу за 1 жовтня 2019. Процитовано 2 травня 2020.
208. ↑  Regine Velasquez sponsors Diva child actor's corrective surgery. Philippine Entertainment Portal (Tagalog) . 28 квітня 2010. Архів оригіналу за 25 вересня 2021. Процитовано 17 січня 2024.
209. ↑  Highest overnight rating for Diva. The Philippine Star. 22 березня 2010. Архів оригіналу за 17 січня 2024. Процитовано 17 січня 2024.
210. ↑  Reyes, William (2 грудня 2010). Director Andoy Ranay works for the first time with Regine Velasquez and Dingdong Dantes in I Heart You Pare. Philippine Entertainment Portal (тагал.). Архів оригіналу за 25 серпня 2017. Процитовано 18 листопада 2017.
211. 1 2  Calderon, Nora (31 січня 2011). I Heart You Pare will open the colorful world of drag queens. Philippine Entertainment Portal. Архів оригіналу за 13 січня 2024. Процитовано 13 січня 2023.
212. ↑  I Heart You Pare (2011) - About The Show. GMA Network News. Архів оригіналу за 13 січня 2024. Процитовано 13 січня 2024.
213. ↑  Regine Velasquez (Part I): In her new TV series, she portrays a woman pretending to be a gay man. Philippine Entertainment Portal. 23 квітня 2011. Архів оригіналу за 4 грудня 2021. Процитовано 13 січня 2024.
214. ↑  Iza replaces rumored pregnant Regine in 'I Heart You Pare'. The Philippine Star. 9 квітня 2011. Архів оригіналу за 7 січня 2022. Процитовано 7 січня 2022.
215. ↑  Aga, Regine reunite in Of All the Things. The Philippine Star. 17 вересня 2012. Архів оригіналу за 1 грудня 2017. Процитовано 18 листопада 2017.
216. ↑  Dy, Philbert (27 вересня 2012). Time is a Cruel Mistress. ClickTheCity. Архів оригіналу за 26 грудня 2018. Процитовано 18 листопада 2017.
217. 1 2  Orosa, Rosalinda (1 травня 2013). List of Golden Screen winners. The Philippine Star. Архів оригіналу за 24 червня 2020. Процитовано 21 червня 2020.
218. ↑  Cruz, Edgar (28 грудня 2015). Reimagining Mrs. Recto, the Regine original starrer. The Philippine Star. Архів оригіналу за 20 червня 2017. Процитовано 18 листопада 2017.
219. ↑  Honoring women without bashing men. The Philippine Star. 2 вересня 2010. Архів оригіналу за 14 січня 2024. Процитовано 14 січня 2024.
220. ↑  Caligan, Michelle (20 грудня 2015). Glaiza de Castro joins the cast of Mrs. Recto. GMA Network News. Архів оригіналу за 14 січня 2024. Процитовано 14 січня 2024.
221. ↑  Marquez, Phoebe (19 березня 2016). Regine 'quirky & animated' in primetime comeback. The Philippine Star. Архів оригіналу за 31 липня 2017. Процитовано 18 листопада 2017.
222. ↑  Torre, Nestor (4 квітня 2016). Regine reigns. Philippine Daily Inquirer. Архів оригіналу за 13 квітня 2016. Процитовано 14 січня 2024.
223. ↑  Dabu, Bianca Rose (16 січня 2017). Regine Velasquez joins cast of 'Mulawin vs. Ravena'. GMA Network News. Архів оригіналу за 23 серпня 2017. Процитовано 18 листопада 2017.
224. ↑  Anarcon, James Patrick (1 листопада 2019). Regine Velasquez explains why she almost backed out of her comeback film. Philippine Entertainment Portal. Архів оригіналу за 5 липня 2021. Процитовано 2 травня 2020.
225. ↑  Cruz, Oggs (17 листопада 2019). Movie reviews: 2019 Cinema One Originals films, Part 2. Rappler. Архів оригіналу за 17 листопада 2019. Процитовано 16 січня 2024.
226. ↑  Valle, Jocelyn (14 листопада 2019). Review: Regine Velasquez shows comedic side in Yours Truly, Shirley. Philippine Entertainment Portal. Архів оригіналу за 16 січня 2024. Процитовано 16 січня 2024.
227. ↑  Cruz, Marinel (20 листопада 2019). Satisfying payoff for best actress Alessandra de Rossi. Philippine Daily Inquirer. Архів оригіналу за 19 серпня 2022. Процитовано 16 січня 2024.
228. ↑  Regine Velasquez has a special participation in Jodi's 'My Single Lady'. ABS-CBN News. 19 січня 2020. Архів оригіналу за 26 січня 2020. Процитовано 2 травня 2020.
229. ↑  Mark, Ryan (7 липня 2006). Regine ug Sharon naghinilakay [Regine and Sharon in tears]. The Philippine Star (ceb) . Архів оригіналу за 19 листопада 2017.
230. 1 2  Ng, Heidi (10 листопада 2005). The songbird is also a cook. The Philippine Star. Архів оригіналу за 19 листопада 2017.
231. 1 2  Abunda, Boy. Regine revisits her musical inspiration. The Philippine Star. № November 24, 2003. Архів оригіналу за 19 листопада 2017.
232. ↑  Chua, Jonathan (30 листопада 2003). As much a tribute to Streisand as a showcase of Regine. The Philippine Star. Архів оригіналу за 19 листопада 2017.
233. ↑  Regine Velasquez concludes her six-night concert series "Ang Ating Musika". Philippine Entertainment Portal. 6 грудня 2007. Архів оригіналу за 1 грудня 2017. Процитовано 19 листопада 2017.
234. 1 2 3 4 5 6 7 8 9 10 11  Luciano, Elvin (29 березня 2017). Does Regine Velasquez have the best Filipino love songs?. CNN Philippines. Архів оригіналу за 2 грудня 2017. Процитовано 20 листопада 2017.
235. ↑  Abunda, Boy (27 листопада 2002). Regine and the songs of her life. The Philippine Star. Архів оригіналу за 1 грудня 2017. Процитовано 20 листопада 2017.
236. ↑  Gonzales, David. Regine Velasquez: Special Collectors Edition (1994) > Review. AllMusic. Архів оригіналу за 1 грудня 2017. Процитовано 20 листопада 2017.
237. 1 2 3  Torre, Nestor (8 лютого 2009). Beyond the 'birit' menace. Philippine Daily Inquirer. Архів оригіналу за 11 лютого 2009. Процитовано 22 листопада 2017.
238. ↑  Gutierrez, 2002, с. 72.
239. ↑  Asilo, Rito (21 березня 2015). Regine Velasquez-Alcasid shares unguarded views about her family life and career. Philippine Daily Inquirer. Архів оригіналу за 21 березня 2015. Процитовано 3 травня 2020.
240. ↑  Jauclan, Don (24 жовтня 2015). The Songbird still soars. The Philippine Star. Архів оригіналу за 1 грудня 2017. Процитовано 21 листопада 2017.
241. 1 2  Policarpio, Allan (17 липня 2017). Hard-earned lessons from Regine's 30-year career. Philippine Daily Inquirer. Архів оригіналу за 1 грудня 2017. Процитовано 21 листопада 2017.
242. ↑  Mauricio-Arriola, Tessa (3 жовтня 2015). The power of Regine. The Manila Times. Архів оригіналу за 29 жовтня 2017. Процитовано 21 листопада 2017.
243. ↑  Panaligan, Jojo (7 листопада 2005). Regine Velasquez gives nods to influences in 'Reflections'. Manila Bulletin. Архів оригіналу за 16 листопада 2018. Процитовано 22 листопада 2017 — через HighBeam.
244. ↑  Maddela, Owen (6 жовтня 2017). Regine Velasquez Is Reigning Still. Preview. Summit Media. Архів оригіналу за 1 грудня 2017. Процитовано 1 грудня 2017.
245. ↑  Panaligan, Jojo (22 жовтня 2006). The How, Why and What in Regine's 'Twenty'. Manila Bulletin. Архів оригіналу за 22 лютого 2018. Процитовано 31 січня 2018 — через HighBeam.
246. ↑  Abunda, Boy (17 лютого 2017). Doing it Alexa's way. The Philippine Star. Архів оригіналу за 1 грудня 2017. Процитовано 22 листопада 2017.
247. 1 2 3 4  Regine Velasquez introduces new 'Birit' queens. The Filipino Times. 22 жовтня 2017. Архів оригіналу за 1 грудня 2017. Процитовано 22 листопада 2017.
248. ↑  Dimaculangan, Joe (21 червня 2009). Charice excited to perform with Regine Velasquez. Philippine Entertainment Portal. Архів оригіналу за 1 грудня 2017. Процитовано 22 листопада 2017.
249. ↑  Jimenez, Joyce (14 січня 2016). Erik Santos: There's no next Regine-Martin. The Philippine Star. Архів оригіналу за 17 листопада 2017. Процитовано 22 листопада 2017.
250. 1 2 3  Policarpio, Allan (18 листопада 2016). 4 'Divas' compete, not against each other, but against themselves. Philippine Daily Inquirer. Архів оригіналу за 18 листопада 2016. Процитовано 18 листопада 2016.
251. ↑  Leary, Joan (17 жовтня 2017). Is Regine Velasquez reuniting with Sarah Geronimo and Mark Bautista for her upcoming concert?. ABS-CBN News. Архів оригіналу за 1 грудня 2017. Процитовано 22 листопада 2017.
252. ↑  Gonzalez, Bianca (22 квітня 2012). Toni Gonzaga: 35 Louboutins, 8 movies and counting. The Philippine Star. Архів оригіналу за 1 грудня 2017. Процитовано 22 листопада 2017.
253. ↑  Esteves, Patricia (3 грудня 2013). Concert review The Sarah G experience. The Philippine Star. Архів оригіналу за 7 листопада 2017. Процитовано 26 листопада 2017.
254. ↑  Losorata, Yogel (9 березня 2014). Saigon, here she comes!. The Philippine Star. Архів оригіналу за 1 грудня 2017. Процитовано 26 листопада 2017.
255. ↑  Buan-Deveza, Reyma (21 жовтня 2014). Angeline Quinto denies copying idol Regine. ABS-CBN News. Архів оригіналу за 1 грудня 2017. Процитовано 26 листопада 2017.
256. ↑  Almo, Nerisa (15 лютого 2008). "American Idol" semi-finalist Ramiele Malubay says Regine Velasquez is her favorite performer. Philippine Entertainment Portal. Архів оригіналу за 1 грудня 2017. Процитовано 22 листопада 2017.
257. ↑  American Idol Season 10 finalist Thia Megia idolizes Regine Velasquez and Charice. Philippine Entertainment Portal. 9 березня 2011. Архів оригіналу за 1 грудня 2017. Процитовано 22 листопада 2017.
258. ↑  Anarcon, James Patrick (25 жовтня 2018). Jessica Sanchez collaborates anew with Christian Bautista. Philippine Entertainment Portal. Архів оригіналу за 4 лютого 2019. Процитовано 3 травня 2020.
259. ↑  Panaligan, Jojo (15 лютого 2003). Why Regine Velasquez Loves Michel Legrand. Manila Bulletin. Архів оригіналу за 1 лютого 2018. Процитовано 31 січня 2018 — через HighBeam.
260. ↑  Brian McKnight excited to see Gary, Regine again. ABS-CBN News. 7 березня 2012. Архів оригіналу за 1 грудня 2017. Процитовано 22 листопада 2017.
261. 1 2  Radio Television Hong Kong Wins 2002 ABU/CASBAA UNICEF Child Rights Award. United Nations Children's Fund (UNICEF). Архів оригіналу за 1 грудня 2017. Процитовано 26 листопада 2017.
262. ↑  Video Catalogue > Speak Your Mind: Regine Velasquez in the Philippines. United Nations Children's Fund (UNICEF). Архів оригіналу за 12 листопада 2017. Процитовано 26 листопада 2017.
263. ↑  Sy, Emerson (7 грудня 2006). Regine's Designer Gowns Auctioned. Philippine Entertainment Portal. Архів оригіналу за 1 грудня 2017. Процитовано 26 листопада 2017.
264. ↑  Regine Velasquez leads Christmas special of GMA-7, Dec 13. Philippine Entertainment Portal. 12 грудня 2009. Архів оригіналу за 12 жовтня 2013. Процитовано 12 жовтня 2013.
265. 1 2  Regine Velasquez gives joy to children via "Operation Smile' (Tagalog) . GMA Network News. 7 жовтня 2010. Архів оригіналу за 1 грудня 2017. Процитовано 26 листопада 2017.
266. ↑  Operation Smile > Our Story. Operation Smile. Архів оригіналу за 6 червня 2017. Процитовано 26 листопада 2017.
267. ↑  Lo, Ricky (20 листопада 2013). Regine donates to Red Cross proceeds from Hulog CD sales. The Philippine Star. Архів оригіналу за 1 грудня 2017. Процитовано 26 листопада 2017.
268. 1 2 3  Ferriols, Des (22 квітня 2005). After Goma, BIR goes after Regine. The Philippine Star. Архів оригіналу за 6 березня 2019. Процитовано 26 листопада 2017.
269. ↑  Castro-Barawid, Rachel (20 лютого 2005). 'I love RP' tourism campaign launched. Manila Bulletin. Архів оригіналу за 20 лютого 2005. Процитовано 26 листопада 2017.
270. ↑  Regine Velasquez holds free mini-concert to launch HERBENCH scents. The Philippine Star. 31 серпня 2009. Архів оригіналу за 13 листопада 2017. Процитовано 26 листопада 2017.
271. ↑  Afinidad-Bernardo, Deni Rose (16 квітня 2018). How Regine Velasquez confronted netizen who called Nate mongoloid. The Philippine Star. Архів оригіналу за 17 квітня 2022. Процитовано 29 жовтня 2023.
272. ↑  Regine says son Nate can't have enough of spaghetti. Malaya. 26 жовтня 2020. Архів оригіналу за 27 жовтня 2023. Процитовано 29 жовтня 2023.
273. ↑  Regine says baby Nate changed her life. ABS-CBN News. 23 листопада 2012. Архів оригіналу за 26 січня 2020. Процитовано 29 жовтня 2023.
274. ↑  Regine Velasquez-Alcasid and her son Nate enjoy bonding over the Telpad. The Philippine Star. 24 вересня 2016. Архів оригіналу за 1 лютого 2018. Процитовано 31 січня 2018.
275. ↑  Mommy Regine and Nate Alcasid, new endorsers for a popular powdered milk drink. GMA Network News. 25 грудня 2015. Архів оригіналу за 19 червня 2022. Процитовано 29 жовтня 2023.
276. ↑  Afinidad-Bernardo, Deni Rose (20 лютого 2020). Regine Velasquez releases first makeup collection. The Philippine Star. Архів оригіналу за 20 лютого 2020. Процитовано 2 травня 2020.
277. ↑  Regine admits Ariel is the one for her. The Manila Times. 24 листопада 2019. Архів оригіналу за 27 жовтня 2023. Процитовано 29 жовтня 2023.
278. ↑  Lingat, Raven (20 січня 2022). 'We share everything': Regine and Ogie Alcasid on breaking gender roles. Rappler. Архів оригіналу за 27 жовтня 2023. Процитовано 29 жовтня 2023.
279. ↑  Regine Velasquez and Ogie Alcasid come out publicly as lovers. Philippine Entertainment Portal. 3 липня 2008. Архів оригіналу за 3 травня 2020. Процитовано 3 травня 2020.
280. ↑  Santiago, Erwin (7 серпня 2010). Sharon Cuneta confirms wedding of Ogie Alcasid and Regine Velasquez. Philippine Entertainment Portal (тагал.). Архів оригіналу за 29 серпня 2017. Процитовано 25 листопада 2017.
281. ↑  Lo, Ricky (23 грудня 2010). Ogie, Regine make wedding guests cry. The Philippine Star. Архів оригіналу за 1 грудня 2017. Процитовано 25 листопада 2017.
282. ↑  San Diego, Bayani Jr. (10 листопада 2011). Stork brings Songbird a 'light' baby boy. Philippine Daily Inquirer. Архів оригіналу за 1 грудня 2017.
283. 1 2 3  Regine Velasquez reveals miscarriage. ABS-CBN News. 15 березня 2016. Архів оригіналу за 1 грудня 2017. Процитовано 25 листопада 2017.
284. ↑  Wiederhon, Jon (24 січня 2003). Avril Lavigne, Linkin Park win big at MTV Asia Awards. MTV News. Архів оригіналу за 26 листопада 2017. Процитовано 25 листопада 2017.
285. ↑  Orsal, Noel (6 грудня 2007). Regine Velasquez named Entertainer of the Year in 20th Aliw Awards. Philippine Entertainment Portal. Архів оригіналу за 7 липня 2017. Процитовано 25 листопада 2017.
286. ↑  Aliw Awards 2009 winners bared. Philippine Entertainment Portal. 24 листопада 2009. Архів оригіналу за 31 липня 2017. Процитовано 25 листопада 2017.
287. ↑  ABS-CBN stars win big at 25th Awit Awards. ABS-CBN News. 28 листопада 2012. Архів оригіналу за 1 грудня 2017. Процитовано 25 листопада 2017.
288. ↑  Regine Velasquez leads winners of PMPC Star Awards for Music. ABS-CBN News. 24 січня 2020. Архів оригіналу за 21 лютого 2020. Процитовано 3 травня 2020.
289. ↑  4th PMPC Star awards for music winners. The Philippine Star. 11 вересня 2012. Архів оригіналу за 1 грудня 2017. Процитовано 25 листопада 2017.
290. ↑  Avante, Wells (14 листопада 2016). Robin gets fourth acting plum at the 54th FAMAS Awards. Philippine Entertainment Portal. Архів оригіналу за 6 жовтня 2016. Процитовано 28 грудня 2017.
291. 1 2  Tuazon, Nikko (15 жовтня 2015). 12 Best-Selling OPM Artists with Most Number of Platinum Records. Philippine Entertainment Portal. Архів оригіналу за 8 вересня 2017. Процитовано 12 листопада 2017.
292. ↑  Regine Velasquez Tops Female Network's 25 Best Filipina Singers Poll. FemaleNetwork. Summit Media. 1 вересня 2011. Архів оригіналу за 1 грудня 2017. Процитовано 25 листопада 2017.
293. ↑  Top 10 Most admired Female Singers in Asia. Top 10 Asia Magazine. RHA Media Sdn. Bhd. Архів оригіналу за 17 червня 2017. Процитовано 21 листопада 2017.
294. ↑  The Philippine Awit Awards > Winners Archive. Awit Awards. Архів оригіналу за 5 березня 2017. Процитовано 25 листопада 2017.
295. ↑  Mendoza, Ruel (5 грудня 2007). New batch of stars honores at Walk of Fame's 3rd anniversary. Philippine Entertainment Portal. Архів оригіналу за 1 грудня 2017. Процитовано 25 листопада 2017.

Хедлайнери концертів
Співхедлайнери концертів
Концертні резиденції
- Регіна в кіно (2001; 2018)
- Співоча пташка (2002)
- Співоча пташка співає Стрейзанд (2003)
- Відображення (2005)
- Наша музика (2007)
- Регіна в театрі (2015)
- Соло (2023)

### Цитування
Регіна (1987)
1990 (1990)
Тагала Справді (1991)
Достатня причина (1993)
Слухайте без упередження (1994)
Моє кохання (1995)
Ретро (1996)
Любов народилася на Різдво (1996)
Намальований (1998)
R2K (1999)
Правління (2001)
Обкладинки, том 1 (2004)
Обкладинки, том 2 (2006)
Низький ключ (2008)
Фентезі (2010)
Ти падаєш з неба (2013)
R3.0 (2017)
Регініфікований (2024)